# 亞洲電視歷史
亞洲電視歷史是亞洲電視的歷史概覽。亞洲電視於1957年5月29日啟播，成為大中華乃至全球華人地區的首間華語電視台。麗的映聲於1973年4月6日易名為麗的電視，並由收費電視轉為免費電視，1973年12月1日正式開始免費電視服務，於1982年9月24日易名為亞洲電視。可是，亞洲電視於2015年4月1日不獲續牌，2016年4月2日凌晨零時牌照期屆滿，結束於香港本地的免費地面廣播，正式結束58年又308天的廣播歷史，是繼佳藝電視後，香港第二家停播的免費電視台。亞洲電視經歷了一年多的重組，終於於2017年12月18日「復活」，公佈亞洲電視將以流動應用程式及OTT方式復播。
亞洲電視在結束廣播之前是華人地區中較具影響力的電視台之一，惟至2000年代後的節目質素不斷下降，加上受“慣性收視”、數度易主和政治立場轉變等影響，使得其收視率長期低落，以及出現股權爭拗及財困問題。
2010年中國內地商人王征入主後，發生新聞部誤報江澤民死訊事件、ATV焦點批評學民思潮爭議，以及直播「亞洲會」政府總部反對發牌集會等事件。
2014年年底起，亞洲電視資方涉及持續欠薪事件，令到公司陷入開台以來最嚴重的危機，亞視新聞於2015年元旦起削減製作，而資金緊絀亦影響節目播映。2015年，法庭委任來自德勤的代表黎嘉恩及何熹達作為亞視的經理人，他們表示，希望為亞視找到「白武士」，接手亞視股權，亦不建議亞視清盤。
亞視既有的免費電視牌照原定於2015年11月30日屆滿，行政長官會同行政會議於2015年4月1日時任商務及經濟發展局局長蘇錦樑決定不再續牌予亞視，同時根據法例把亞視現有牌照的有效期延至2016年4月1日，令亞洲電視成為香港歷史上首間不獲續牌的電視台。通訊事務管理局隨後亦宣佈會於亞視免費電視牌照屆滿後同時收回指配予亞視的所有廣播頻譜。
除了本地免費電視牌照外，亞洲電視亦持有非本地電視節目服務牌照，以人造衞星把本港台的節目跨境播送至中國大陸。因亞視的股權變動申請並無進展，導致通訊局無法處理有關的續期申請，該牌照有效期如期至2016年5月31日已屆滿。雖然亞洲電視亦在廣東省有落地權，頻道包括本港台及國際台可在有線電視網絡播出（實際上是轉播已經被過濾處理的亞視模擬廣播訊號），但要配合德勤的指示，兩個頻道已於4月2日凌晨起正式停播。
2016年2月5日，王征向高等法院申請將亞視清盤，法庭委任德勤為臨時清盤人，多次傳出亞視將早於2016年4月1日牌照期滿日停播的消息，最終亞視能廣播至牌照期滿為止。
2016年5月3日，司榮彬擁有99%股權的公司 Star Platinum Enterprises Limited（星鉑企業有限公司）與主要債權人王征及其名下公司草簽協議，購入王的股權與債項。7月29日起，協盛協豐（00707）正式持有星鉑企業全部股權。星鉑現時為亞視唯一的投資者及主要債權人之一，持有亞視超過52%股權。
2017年4月24日，香港高等法院正式批准解除德勤的亞視臨時清盤人職務，亞視交由上市公司協盛協豐控股旗下子公司星鉑企業接管。

## 麗的映聲
1957年4月，港英政府向麗的呼聲發出有效期至1973年4月30日的執照，准許開辦有線電視。同年5月29日，麗的呼聲（香港）有限公司以400萬元資本創辦的麗的電視台正式成立，取名為「麗的映聲」。麗的映聲不但是香港第一間電視台，更是全球華人地區第一間電視台，亦是英國所有海外殖民地中的首家電視台，甚至是遠東首家的有線電視台。1963年，麗的映聲增設中文頻道，以廣東話為主要廣播語言。麗的映聲以有線傳播、收費方式提供電視服務，月費為港幣25元，租用電視機為港幣45元，另外每年向政府為港幣36元的電視授權費（俗稱牌照費），當時一般人工的薪金收入每個月大約為港幣100元，這種水平來說相當昂貴，一般市民難以負擔，租戶僅得640家，全盛時期租戶達100,000家
成立之初，「麗的映聲」只有一條黑白的英文頻道，每天播放2小時。1957年，麗的映聲首次播出香港電視史上第一部直播電視劇《俠盜羅笨漢》。初期節目內容包括新聞和體育消息，首映當日的電視節目由香港時間19:00-21:00，有19:00-19:30：「啟播、開幕儀式、節目報告」、19:30-19:40：「公司主席致辭」、19:40-19:50：「晚間新聞及天氣預報」、19:50-20:00：「香港教育」、20:00-20:55：「香港電影」、20:55-21:00：「最後新聞及天氣預報」、21:00-21:01：「明日節目預告、收播」。麗的映聲第一代台徽採用放射16道光芒的太陽，象徵電視廣播輻射全港。1963年，麗的映聲增設中文頻道，以廣東話為主要廣播語言。
麗的映聲開播當天（1957年5月29日）的節目表：
| 播出時間    | 節目名稱                 |
| ----------- | ------------------------ |
| 18:50~19:00 | 檢驗圖                   |
| 19:00~19:30 | 啟播、開幕儀式、節目報告 |
| 19:30~19:40 | 公司主席致辭             |
| 19:40~19:50 | 晚間新聞及天氣預報       |
| 19:50~20:00 | 香港教育                 |
| 20:00~20:55 | 香港電影                 |
| 20:55~21:00 | 最後新聞及天氣預報       |
| 21:00~21:01 | 明日節目預告、收播       |
上列節目表與當日英文南華早報刊登的節目表不同，當天並無《香港教育》播放。
麗的映聲的成立是香港電視廣播史上里程碑，也創立不少香港的第一次。1962年9月，颱風溫黛襲港時，造成百多人死亡，麗的映聲舉辦籌款晚會，為災民義唱，這可說是香港電視史上第一次大型籌款義演，當年紅伶新馬師曾亦有參與，日後更獲「慈善伶王」美譽。
1963年，麗的映聲增設中文頻道，以廣東話為主要廣播語言，開台當日播映的第一個趣劇名為《妙趣橫生》，成為「電視趣劇鼻祖」，麗的映聲每月增加過千用戶。麗的映聲中文台的大部分節目由歐美購入，節目以原聲播出，沒有重新配音，也沒有中文字幕，最初未能獲得廣大觀眾群。隨著用戶增加，麗的映聲逐漸為外國片加入粵語配音，自製節目也逐漸增加。此時，中文台每天由上午11時至午夜播映黑白節目，星期日則提早至上午7時播映；英文台則由下午3時半至午夜進行黑白廣播。
1965年「麗的映聲」為配合中文台的發展增添辦事處，辦事處位於窩打老道冠華園大廈，佔地二萬平方呎，開幕日邀請到吳楚帆、張瑛、胡楓、丁皓、方心等五位紅星剪綵。此時，「麗的映聲」正密鑼緊鼓，在廣播道籌建新的電視大廈，新電視大廈在1968年建成。1966年「麗的映聲」舉辦全港第一個電視藝員訓練班。
1967年，麗的映聲用戶多達6萬戶。同年11月19日，香港第二家商營電視台電視廣播有限公司（無綫電視，又稱TVB）成立，由於採用無線廣播，不用安裝綫路，不用收費，而且無綫電視開台時已經是625線彩色廣播（註：無綫電視在開台早期只有部分外購節目為彩色製作及廣播，到七十年代初才開始以彩色製作本地節目，第一個以彩色製作的本地節目便是「歡樂今宵」，日期為1971年1月26日），因而迅速吸引大批觀眾，加上麗的映聲收費十分昂貴，月費幾乎相當於當時一名警員的月薪，而且當時麗的映聲高層在報章專訪上，公然不將對手放在眼內，仍維持400掃描線的黑白廣播。無綫電視的出現，促成麗的映聲觀眾大量流失。截止1972年底，麗的映聲客戶已減至7.5萬，觀眾人數約30萬人。
1968年10月，為重新吸引觀眾，麗的映聲進行了節目大改革，新節目包括綜藝節目《星月爭輝》、體育節目《賽馬節目》、趣劇《老夫子》、遊戲節目《象棋比賽》，而《象棋比賽》獎金高達萬元，這筆獎金當時可以買一套兩房一廳的樓房。1968年11月6日，麗的映聲為配合發展在廣播道81號建立的廣播大廈落成，並邀請當時署理港督祈濟時爵士及行政局首席非官守議員簡悅強爵士分別主持開幕典禮及致詞。1969年，麗的映聲經過連串改革突破、轉換節目形式、加強演員陣容，觀眾數目突破10萬戶。
期間，1968年7月，麗的映聲第2屆藝員訓練班畢業，這屆訓練班培養出許多人才，如禤素霞、黃淑儀、盧大偉、謝月美、黃韻詩、梁小玲等，他們後來都成為香港電視史上第一代藝人。1973年5月，麗的電視舉辦沙灘小姐選舉，這是香港最早的電視選美節目之一，獲得冠軍的林建明於日後更在影視圈發展。
1971年，香港電台成立電視部，由於香港電台沒有自己的廣播頻道，因此需要借用商業電視台作為播放平台；麗的映聲在這方面長期和香港電台友好合作。同年9月，香港教育電視中心開幕，全港100多家學校、1000多個教室可以收看政府製作的教育電視節目，麗的映聲亦作為轉播電視台之一。同年，麗的映聲中文台的節目開始彩色化。

## 麗的電視

### 改為免費的無線廣播
麗的映聲在1970年代開始轉型。當時麗的映聲高層認為，只要改為免費廣播，就可打破無綫電視壟斷電視市場的局面，而與無綫平分秋色。
1972年6月22日，麗的映聲舉行六一八水災賑災籌款義演晚會，臺灣電視公司應麗的映聲邀請派遣歌星青山、婉曲、冉肖玲、白嘉莉、金晶與秦蜜參加義演，籌得善款超出預定目標40萬港元近三倍，麗的映聲節目總監張正甫發函向臺視致謝。1972年10月，麗的映聲決定與臺視合作，臺視自本年11月份起每月派遣臺視基本歌星3至5人在麗的映聲節目中獻唱；本年11月派遣歌星為秦蜜、劉明穎、張鷗陵與胡亞麗，在香港停留4天；本年12月派遣歌星為夏台鳳、鄒森、王波琴、李藍與丁琪。
1973年4月6日，麗的呼聲的電台廣播業務停止（只保留電視業務，電視業務4月30日到期），公司名稱亦由「麗的映聲」改為「麗的電視」（Rediffusion Television Limited，簡稱RTV）。1973年8月10日，「麗的電視」獲香港政府發出新的「中英文電視台主辦權」。同年10月，播映專利權期滿的「麗的映聲」以「麗的電視（香港）有限公司」名義獲得開辦無線電視廣播的專利權；10月31日起，麗的映聲因從有線傳輸轉為無線廣播，停播一個月。
1973年12月1日，麗的映聲作出重大改革，廣播形式由有線轉為無線、由收費變成免費，分設「麗的中文台」和「麗的英文台」兩個頻道；麗的中文台正式以彩色播映，《愛情三部曲》成為最後一套黑白電視劇。同日，「麗的電視有限公司」在香港註冊成立，以競投新一期無線電視廣播牌照，其中最大股東「麗的呼聲（香港）有限公司」（當時是英國麗的呼聲於香港的分部公司）佔股超過六成，其他股東包括怡和、嘉道理家族、永安郭氏家族、渣打、許世勳家族等。而台徽由放射16道光芒的太陽改變為黃色方框背景，上面加上英文簡稱「RTV」的黑色字母。
麗的電視改為免費廣播後，收視並未有如估計般有立即改善，因为無綫電視壟斷香港電視市場局面早已形成；後來佳藝電視於1975年開台後收視比麗的電視還高，麗的常居三台之末。至今，即近五年的收費電視有線電視和NOW電視，收視也比亞洲電視更高。
1974年4月，麗的英文台也以彩色播映，象徵香港電視彩色化。

### 麗的三雄

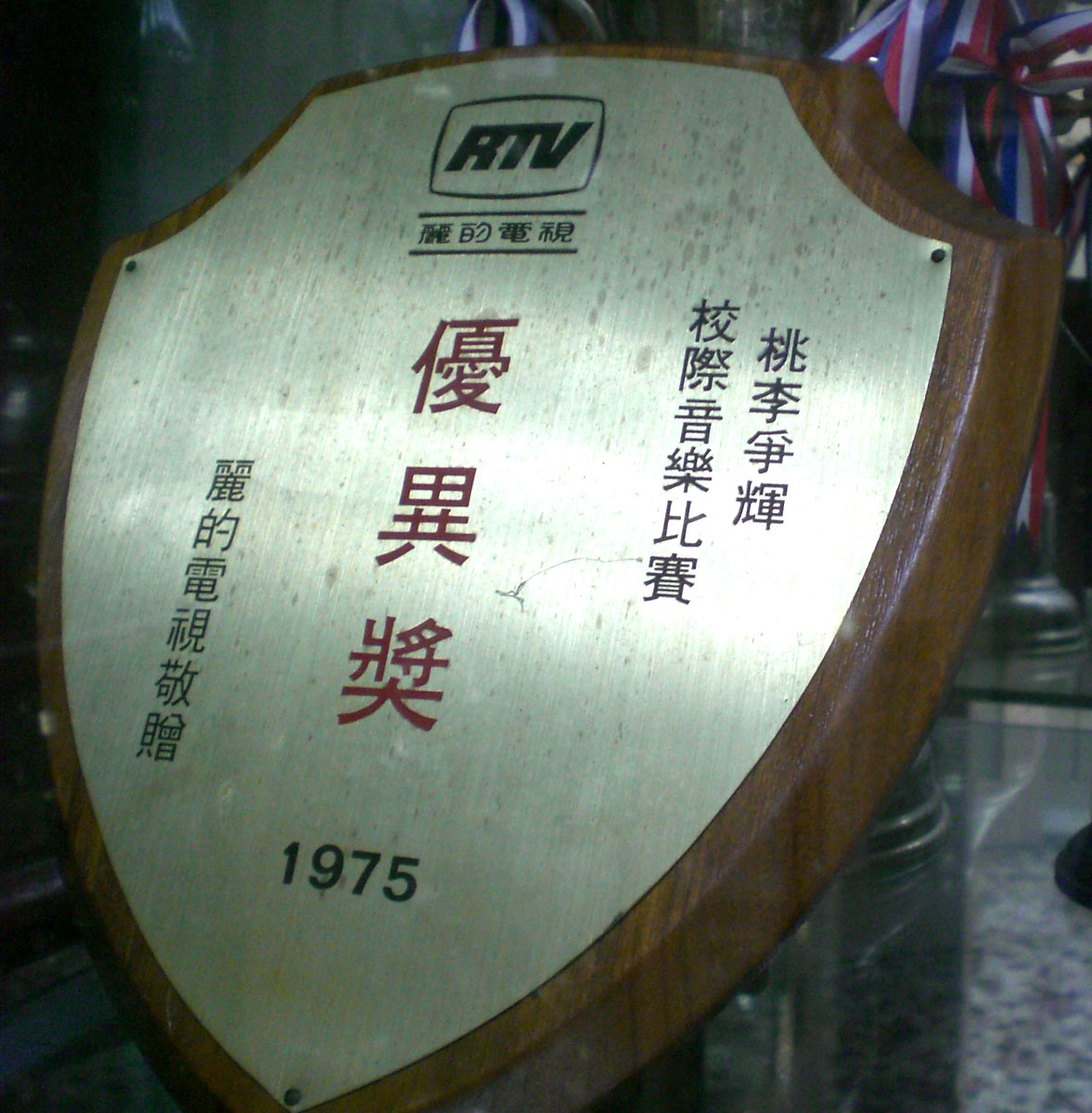
1970年代麗的電視文化節目

1975年，黃錫照出任麗的電視總經理，成為麗的電視第一個華人總經理。黃錫照大膽破格起用新人，發掘一批年富力強、創作力豐富的新一代電視人，如「麗的三雄」麥當雄、李兆熊、屠用雄，製作連串震撼性節目，領導潮流，給予無綫電視極大衝擊。無論是劇集或主題曲，麗的三雄所監製的《天蠶變》及《鱷魚淚》等均大受歡迎，《天蠶變》更令無綫電視在該時段的節目全部腰斬。

### 三台鼎立時期
1975年9月7日，香港第3間商營電視台佳藝電視正式啟播。聯同麗的電視、無綫電視、香港電台、商業電台，一條不足一公里的廣播道上總共有3電視台和兩家電台，令當年的廣播道又稱為「五台山」，同時也形成了「三台鼎立」的局面。當時，收看電視已經成為香港人主要娛樂，一些電視節目的收視更高達60-70點。
1975年，麗的電視以時事為題的單元劇《十大奇案》，播出後收視上升至第二名。1976年，佳藝電視的《射雕英雄傳》觀眾多達一百萬，麗的電視成績墊底。為了挽回觀眾，麗的電視拍攝了《大丈夫》、《十大刺客》、《十大騙案》等單元劇集，打敗佳視。
1978年5月14日，麗的電視開始作出全日廣播。
1978年8月21日，佳藝電視董事局宣佈停止營業，成為香港第一家倒閉的商營電視台，結束香港電視史上「三國爭雄」年代。佳藝電視倒閉後，大批台前幕後的精英加入麗的電視，為麗的電視日後發展提供大量新力軍。
佳藝電視結業後，麗的電視在1979年開創香港第一個以成年觀眾為口味的深夜節目《哈囉夜歸人》，內容包括聲色犬馬，並邀請紅極一時的艷星陳維英擔任主持。由於當年電檢尺度和社會風氣較保守，《哈囉夜歸人》播出5集便被當局下令腰斬，成為香港電視史上第一個被腰斬的電視節目。
1978年10月15日，麗的電視宣布麥當雄為麗的一台節目總監；並把麗的台徽黃色方框內「RTV」三個黑色字母，分別換上紅、藍、綠色。
麗的電視這段期間曾經製作多個經典節目。1975年，麗的電視與香港賽馬會合作製作賽馬節目，將賽馬日的各場賽事作現場直播，廣大馬迷不用入場亦可安坐家中欣賞即場賽事，間接為香港博彩事業和慈善活動奠下深遠的發展基礎。1976年11月，香港政府推出新博彩遊戲「六合彩」，由於六合彩投注方式簡單、獎金豐富，瞬即風靡全港。麗的電視每周兩次作現場直播轉播，主持人夏春秋亦憑此節目成為紅極一時藝人。1977年11月，《百萬跳》，數百對年青男女在理工學院（今香港理工大學）為慈善大舞，經過64小時馬拉松式跳舞後，結果有七對「舞士」堅持到最後，成為「跳舞鐵人」，《百萬跳》（萬眾同心公益金前身）為公益金籌得善款超過100萬，成為轟動一時的電視創舉。
麗的電視在1980年代曾一度對無綫電視的收視帶來衝擊。1980年麗的電視曾經以劇集《大地恩情》和《IQ成熟時》，首度突破收視弱勢。而1981年播出的《IQ成熟時》更是麗的首套收視率超越無綫電視同一時段的劇集。同年9月1日，麗的電視推出「千帆並舉」九月攻勢，播映包括《大地恩情》等共3部劇集。大地恩情在推出首周，竟取得4成收視，與無綫電視19:05翡翠劇場的《輪流傳》打成平手，其後無綫需要將《輪流傳》腰斬，調至星期六播放。當時麗的電視經常播放由劉家傑演出的廣告，表示以「狂風掃落葉姿態」取得收視勝利。結果，無綫成功收回失地，而大地恩情播至第3輯「金山夢」完結。
1981年1月，蕭若元因「千帆並舉」的成功，升任麗的一台副總監。

### 澳洲財團入主年代
1980年尾，麗的電視英國母公司於加拿大投資洗衣廠（連鎖乾洗店）失利，決定收縮東亞地區業務，遂於1981年2月16日公佈把其持有的麗的電視61.2%股權以1億2千萬港元全數出售予3个澳洲財團：大衛森、亨利鍾斯和CRA有限公司，在此前兩日亦已向港府提出申請。這項行動在4月7日獲得港府批准，麗的母公司亦同時還清麗的電視所持有的1.8億港元債務，澳洲財團隨即派四人代表進入董事局，原本麗的母公司的代表減至兩人，連同八名其他財團代表，組成14人董事局，是香港電視史上第一次電視股權大轉讓。
澳洲財團入主麗的電視初期，麗的電視戰鬥力仍強，曾推出《女媧行動》、《大昏迷》、《天使危機》等高質素劇集。《IQ成熟時》的收視率更與無綫電視的《荳芽夢》打成平手。
1981年6月20日，黃錫照辭職，麥當雄、蕭若元亦相繼辭職；不少麗的重臣，包括蕭笙、程小東、林滿華、楊澤霖、秦沛、關正傑和李龍基相繼過檔無綫。麗的電視收視每況愈下，步入衰退，造成無綫電視一台獨大的局面。
澳洲財團將劇集資源縮減，並以遊戲節目（如《大手筆》、《大牌》）代替。雖然資源被縮減，但麗的電視仍曾製作不少高質素劇集，包括《大俠霍元甲》和《陳真》等。隨着不少人才流失，梁天、徐小明、李兆華、劉嘉豪、梅小青、賴水清等成為劇集監製。鍾景輝則負責把訓練班新人帶出幕前，擔當重要位置。
1981年8月，鍾景輝、何敏儀代表麗的電視前往斯里蘭卡出席《亞洲廣播協會第十七屆周年大會》。鍾景輝並在大會作專題主講，顯示了麗的電視逐步走出香港，融入世界，成為國際級電視台。

## 亞洲電視

### 邱德根入主年代
1982年6月，麗的電視由於收視率及財政問題，股權再出現變化。商人邱德根在6月14日公佈透過旗下的遠東集團注資1億港元，取得澳洲財團持有的麗的電視50%股權。此項交易在6月29日獲得香港行政局通過，並批准澳洲財團先購入其他股東手上的其餘約38%股權以達成全面收購，然後將旗下的一半股權再轉讓給邱德根。邱德根隨即在7月2日入主成為董事局主席，兒子邱達成為副常務董事，邱達生及邱達昌則是董事局成員。當時麗的原先安排邱達成擬定黃金台、民豐台及鑽石台、民樂台分別為麗的中、英文頻道的候選新名字，並登報徵求市民選擇，後來「黃金台」及「鑽石台」獲選，不過後來邱德根嫌兩台新名稱太俗氣，最終沒有採用，一直要到1987年才能成事。麗的電視最後於同年9月3日宣佈將會易名「亞洲電視有限公司」，兩條旗道分別直接命名為中文台及英文台，是次變動在9月27日正式生效，不過公司卻在9月20日宣佈提前三日即9月24日作內部易名及辦理新名稱註冊事宜。香港時間9月27日（星期一）下午六時半，新台名及台徽正式啟用，並播放邱德根不足一分鐘的簡短致詞宣告亞視誕生，他亦希望觀眾多予支持。當日起開始播放的台徽片段，是由澳洲公司代為電腦製作並在9月24日透過人造衛星傳送回港，在當時技術來說可謂十分先進，連香港方面都不能自主製作。
麗的電視易手前，台徽為黃色方框背景，上面加上英文簡稱「RTV」，而該三個字母分別用上紅、藍、綠色，1982年台徽背景及字母顏色分別變為深藍色及金色，另設立體金色「麗的電視」四字中文標誌；在易手後改名「亞洲電視」時，則以遠東集團標誌為藍本，改為一枚鑲金邊的橙紅色古代銅錢圖形作為台徽。自從邱德根收購亞視一半股權以來，與原有澳洲財團在經營上一直存有分歧，以致公司行政出現混亂，在1983年12月李兆熊、徐小明等監製集體辭職事件中更見明顯。直到1984年1月12日，邱德根再斥資5000萬港元，從澳洲財團手上購得餘下股權，雙方當日下午四點簽署文件作實，即日生效。從此，邱德根全權擁有亞洲電視，而兩方財團互相對峙的局面已告結束。其後亞視的收視率及財政出現起色，轉蝕為盈。在芸芸亞視股東之中，邱德根是少數能賺錢的老闆。邱德根時代的亞視期間以節儉為名，甚至有指是刻薄：例如古裝劇集不論唐宋元明，服飾都是一樣；也指當年亞視員工一日只能取用四格廁紙，新年利是則是遠東銀行代用券等。
亞洲電視在股權轉讓期間開始應用當時的先進技術製作節目。1981年10月，麗的電視首次應用微波技術現場直播在廣州舉辦的省港盃足球賽，從此微波轉播普遍應用在新聞直播上。1983年9月，亞洲電視工程部引進最新的電視科技——二合一Betacam攝錄機，令亞視成为全港首家應用此先進器材的電視台。當時，錄影帶的出现，宣佈菲林製作年代結束。
1983年3月，《大俠霍元甲》獲准在廣東電視台播出，及後《陳真》亦在全國電視台播出，成為香港最早一批進入中国大陆的電視劇集。同年為配合節目發展，「亞洲電視」舉辦第一屆藝員訓練班，當年畢業生中有黃秋生、何家勁、葉玉萍、麥翠嫻等，其後黃秋生進入影圈發展，並奪得「香港電影金像獎」影帝榮銜。
此時期，亞洲電視推出了多個比賽性質的節目。1985年，亞洲電視舉辦首屆亞洲小姐競選，打破無綫電視壟斷選美活動十多年的局面；對此，無綫大為緊張，在亞姐節目舉行時段播出健美小姐競選對撼，令亞視不能在收視率上取得更大的優勢。首屆亞洲小姐冠軍為黎燕珊。1986年，亞視首次舉辦電視先生選舉，開香港電視史的先河，當年由孫興獲得冠軍。；同年，為發掘歌唱人才，亞視舉辦歌唱選秀節目《未來偶像爭霸戰》，脫穎而出的歌手先後有張立基、甄楚倩、田蕊妮等。
1987年2月2日，亞洲電視為配合節目改革而更改頻道名稱，中文台易名「黃金台」，英文台易名「鑽石台」，並以「黃金鑽石耀香港、亞洲電視顯光芒」作為宣傳口號。邱德根年代是亞視少見有盈餘的時期，2023年擔任亞視行政總裁的電視管理人員徐小明曾表示，經歷多個亞視朝代，邱德根難得只管行政、不干預製作、不加入自己人，且願意培育人才。

#### 總台大火
1987年11月24日凌晨，亞洲電視廣播道總部發生火警，由於現場存放大量雜物，加上濃煙隨冷氣喉管蔓延至上層，當局列為四級火警。佈景房、道具房、新聞部、工程部、宣傳部等多個部門均被波及，八個錄影廠均有不同程度的損毀，黃金台於0時45分腰斬重播劇集《再向虎山行》，只播出「亞洲電視ATV」的靜態畫面，直至1時45分正式中斷廣播到撲滅為止。無綫電視行政主席邵逸夫借出廣播道TVB總部藝員訓練中心辦公室給亞視作臨時聯絡中心，並借用TVB的字幕組、攝錄機及剪接器材（其中一部剪接機借給亞視新聞），及向亞視提供外電新聞片段的副本（正本於無綫新聞播放），直到亞視總部遷回原址為止；亞視新聞部則把辦公室遷到採訪車上。火警撲滅後，由於播放設備未有受損，亞視仍能在同日上午10時在僅有的資源下作有限度廣播，率先恢復播出粵語長片，並於12時45分播出《午間新聞》。同日下午，廣播事務管理局主席李鵬飛親臨亞視總部，對4級大火意外表示慰問；邵逸夫亦親自探訪邱德根。

### 林百欣入主年代
1988年5月，亞視工程部改革信号發射系統，並與TVB共用發射天線，並取消由TVB提供外電片段副本的安排。同年6月17日，邱氏家族聯同商人林百欣家族為首的麗新集團，及地產商鄭裕彤家族的新世界集團，合組新公司「Thomond Investment Limited」並向遠東集團全面收購亞洲電視，作價6.13億港元（單計林百欣家族和新世界財團的投資則為4.087億港元）。新公司由林氏家族、新世界、邱氏家族（以「亞視集團」名義）各持三分之一股權，邱德根留任亞視董事局主席。這項收購意味著林氏家族和新世界已購入亞洲電視三分之二股權，入主剛好六年的邱氏家族則被攤薄至餘下三分之一股權，新股東的加入，令亞洲電視在節目製作上，作出一連串的改革和突破。同年10月，香港政府硬性規定，2間免費電視台需要撥出部份黃金時段播放香港電台電視部的節目。亞視在首年度（1988年10月至1989年9月）需要撥出晚上8時至8時半的時段給予港台電視節目。（2020年3月4日，通訊局宣佈，由於港台電視廣播已覆蓋全港99%人口，認同現時已沒有充分理據繼續要求商營廣播機構播放港台電視節目，故決定即時免除免費商營電視台須播放港台電視節目的要求，而全面停播是2022年，免費商營電視台可自行決定是否及何時停播港台電視節目。）

### 亞視煙花照萬家巨星獻禮
同年11月29日，亞視宣佈贊助亞洲電視翌年的農曆新年煙花匯演，同時預定翌年元旦起更換台徽及頻道名稱。更換台徽的決定是由邱德根提出，因原有金錢台徽是源自遠東集團，但如今遠東已不再全資擁有亞視。而據傳媒報導指出，新的中英文頻道名稱初步分別是旭日台和浩陞台。可是到1989年1月20日，亞視宣佈將中英文頻道名稱為本港台及國際台，沒有使用前兩個擬定名稱，新台徽也要押後發表。1月31日，麗新國際及新世界再以2億3750萬港元收購邱德根手上餘下的33.25%股權，由兩者平分，令麗新國際、林氏家族及新世界三者的股權持有量分別增至16.75%、33.25%及50%，之後向澳門賭王何鴻燊配售5%股權。至此，邱德根結束在亞洲電視長達六年半的經營。2月1日，亞洲電視舉行新台徽揭幕儀式，由前市政局、行政局及立法局議員羅保主持，並宣佈更改台徽為藍、綠、紅三色絲帶。新台徽在2月13日正式啟用，黃金台、鑽石台也從該日起易名為「本港台」及「國際台」。而亞視贊助的「亞視煙花照萬家巨星獻禮」特別節目，不但在會議展覽中心大排筵席，邀請成中名人，並大花金錢邀請多位歌手及藝人表演，例如：成龍、鄭少秋、陳潔靈、鄧麗君、紅線女、布施明、保羅·安卡等，最後壓軸還有周潤發。為配合急速發展的戲劇製作，亞洲電視在2月租用清水灣片場，作為電視劇製作中心。

### 挖角
亞洲電視主席由林百欣主政的時任期間，當中時任是鄭裕彤亦出任董事局主席，周梁淑怡獲委任出任總經理，並從無綫電視（TVB）人才招聘挖角潮後藝人而過檔亞洲電視後搶走不少電視台演員兼藝人台前幕前幕後人員的人才，例如的而走紅從無綫電視轉投亞洲電視的藝員包括：沈殿霞、曾志偉、盧海鵬等人；亦對TVB當時的弱點《歡樂今宵》時段予以攻擊，使友台不得不安排節目還擊。同年12月11日，現任香港總督衛奕信爵士曾到訪亞視的前無綫藝人。
鄭家在入主年代，亞視曾製作過不少經典節目，包括成人清談節目《今夜不設防》、整人節目《吳耀漢攪攪震》及搞笑節目《開心主流派》等，但這段時期並未持久。由於在大灑金錢下收視率仍未達預期，1990年代初期，鄭裕彤宣佈減持股份，麗新集團增持亞視股權並取得控制權，亞視改由林百欣擔任董事局主席，即宣佈已辭退周梁淑怡，並集中減低成本，開始「關水喉」（撤资），未能維持亞視僅有的優勢。這段時期反而令無綫集中活力，台前幕後進行世代交替，在1990年代初製作出不少受歡迎節目。
林百欣時的入主年代亞視製作出不少以林伯家鄉潮州為主題的電視劇，例如《我來自潮州》等。林百欣以家長式管理亞視，與旗下藝人關係良好，亦為亞視帶來寬鬆的創作空間。1990年代，亞視在節目上出現不少突破，雖然仍未可扭轉收視，但為香港觀眾提供更多種類的選擇。1991年，亞視率先開創《晨早新聞》，在清早向觀眾提供即時新聞；《晨早新聞》開播不久，其他電視台亦隨即仿傚。1991年2月，亞視首次利用跨省域微波工程技術，現場直播中港合作的《廈門元宵》節目。
戲劇以外，亞視在直播體育賽事方面亦曾取得不俗成績。1990年意大利世界盃，亞視首創直播期間不插播廣告，又邀請到林尚義、尹志強、黃霑以及明星足球隊擔任評述。相比之下，無綫繼續在賽事期間播廣告，結果令觀眾錯失不少入球時刻。最後亞視取得逾半收視，意大利對奧地利的分組賽更錄得七成收視。無綫被逼變陣不再插播廣告，此後香港電視台在現場直播足球賽事時再無插播廣告。
1993年的時事清談節目《龍門陣》，1994年3月首播的《今日睇真D》，亞視為香港電視業帶來了新種類的資訊娛樂節目。1995年亞視創辦十大電視廣告頒獎典禮，成為香港廣告界一年一度盛事。1998年起播出的劇集《我和殭屍有個約會》系列亦是亞視創新劇種，開拓港劇未有的領域；同年，亞視舉辦《香港男士競選》（亞洲先生競選的前身），是繼電視先生後第2個男士選舉，盛會舉辦當晚收視超逾五成。
1993年，因亞視及無綫同時擁有台灣華視電視劇《包青天》之香港版權，兩台曾幾乎一度於同一晚同一時段播出同一集《包青天》內容，當晚本港台未事先知會觀眾即改播另一單元之《包青天》連續劇。之後還引起兩台爭奪《包青天》劇中藝員開拍《新包青天》和《碧血青天楊家將》等。當時傳媒把事件稱為「雙包案」，出自《包青天》其中一個單元的名稱。
1994年，亞視購買了西班牙攝製隊在現場拍攝的六四清場片段，並製做了一個六四特輯，當時有線剛開業不久。亞視管理層一度禁止新聞部播放這個清場片段。其後，雖然這段錄像以一個特輯形式播出，卻惹起爭議，引發六位資深新聞工作者（潘褔炎、呂雲生、盧永雄、劉國華、徐佩瑩、李玉蓮）集體請辭，人稱亞視六君子事件。
林百欣入主時代，亞視加深與中國大陸（包括珠三角地區）的進一步合作。1993年，林百欣的夫人林余寶珠獨資捐赠500万人民幣兴建了中山市林余寶珠幼兒園，當時亞視更與中山電視台合作製作《亞視中山慈善夜》。如今，林余宝珠幼儿园已经成为省一级的幼儿园。

##### 林百欣主政時期為轉投亞洲電視的無綫電視藝員名單
| 年份   | 藝員 | 備註 |
| ------ | --- | --- |
| 1986年 | 李道洪 | 李道洪離開TVB四年後（1986年）才過檔 |
| 1988年 | 黃曼凝、湯鎮業、戚美珍 柏安妮、洪羅拔、鄭少秋 | 鄭少秋離開TVB一年後（1988年）才過檔，1992年回巢無綫電視 湯鎮業離開TVB兩年後（1988年）才過檔，2014年回巢無綫電視 戚美珍離開TVB一年後（1988年）才過檔，2008年再回歸 |
| 1989年 | 唐麗球、蕭亮、歐陽佩珊、林建明 秦沛、劉丹、楊群、高雄、黃霑 盧海鵬、嚴秋華、冼灝英 梁思浩、胡渭康、莊靜而 黃允財、詹秉熙、惠天賜 鄧浩光、龍炳基、彭文堅 陳潔靈、麥潔文、鄧特希 | 林建明、盧海鵬身為EYT主持 黃霑以主持身分過檔，1993年回巢TVB 蕭亮以報幕員身分過檔（此舉導致羅山走馬出任無綫報幕員），2000年回巢TVB 陳潔靈、麥潔文以歌手身分過檔，前者於1991年回巢TVB 鄧特希以劇集主創身分過檔，1991年回巢TVB 胡渭康離開TVB一年後（1989年）才過檔，而於2014年再度重返無綫電視 冼灝英離開TVB三年後（1989年）才過檔，2004年回巢 黃允財於離開TVB十八年後（1989年）才過檔，2013年重投無綫電視 鄧浩光於離開TVB三年後（1989年）才過檔，1998年重投無綫電視 |
| 1990年 | 郭峰、麥景婷、張國強 陳鳳冰、沈殿霞、李香琴、譚炳文 羅文、楊澤霖、黎小田、梁潔華 任達華、黃日華、吳啟華 林敏驄、韋家輝、曾志偉                                                 | 沈殿霞、李香琴、譚炳文為EYT主持 羅文以歌手身分過檔，1993年回巢 黃日華1993年拍罷《銀狐》後回巢TVB 吳啟華離巢TVB近兩年後（1990年）才過檔，1996年回巢 曾志偉、林敏驄以《開心主流派》主創身份過檔，1992年回巢 監製韋家輝以劇集主創身分過檔，1992年回巢 沈殿霞在1996年回巢 郭峰在1998年回巢 譚炳文在1999年回巢 李香琴在2007年回巢 張國強在2008年回巢 任達華多年後再次回巢                                                                                              |
| 1991年 | 陳庭威、曾華倩、梁珊 吳浣儀、湘漪、馮國 曾偉明、梁材遠、方剛、何偉龍、曾守明                                                                                                   | 曾華倩1994年回巢TVB 曾守明、梁材遠及方剛等人以分別無綫電視藝員兼劇集主創身份而過檔，並分別擔任演員、監製及策劃主任，其中梁材遠以及曾守明分別於1992年及1999年回巢TVB |
| 1992年 | 葉麗儀、徐小鳳 | 以歌手身份合作 |
| 1993年 | 盧大偉、黃淑儀 | 以藝人身份合作 盧大偉離開TVB三年後（1993年）才過檔 ，在2013年再回歸無綫電視 黃淑儀離開TVB十年後（1993年）才過檔，曾多次回巢TVB |
| 1994年 | 林韋辰、邵仲衡 王書麒、蔡濟文、甄子丹 | 甄子丹離開TVB三年後（1994年）才過檔 林韋辰曾多次回巢TVB及邵氏兄弟，最終轉戰至中國內地發展 |
| 1995年 | 苗僑偉、陳秀雯、鄧萃雯、商天娥 邵美琪、林文龍、呂良偉 | 除陳秀雯外，其餘全數回巢TVB 呂良偉離巢TVB六年後（1995年）才過檔，2008年回巢 林文龍曾多次重投TVB，現為亞視數碼媒體旗下子公司「亞洲心動娛樂有限公司」副總裁 鄧萃雯2000年再回歸無綫電視 邵美琪1997年又回巢無綫電視 商天娥2003年再回巢無綫電視 苗僑偉離巢TVB七年後（1995年）才過檔，於2004年重投無綫電視 |
| 1996年 | 李婉華、謝賢、謝雪心 | 以部頭身份合作 李婉華離巢TVB四年後（1996年）才過檔，2017年再回巢 謝雪心離巢TVB十七年後（1996年）才過檔，2008年回巢 謝賢離巢TVB八年後（1996年）才過檔，於2016年重投無綫電視 |
| 1997年 | 袁文傑、鄭則仕、廖偉雄、石修、姜大衛 | 袁文傑離巢TVB六年後（1997年）才過檔，2016年回巢 姜大衛分別在2005年及2014年回巢 石修離巢TVB八年後（1997年）才過檔，於2000年重投無綫電視 鄭則仕2006年回巢 |
| 1998年 | 陳啟泰 | 林百欣時代結束，以及時任亞視戲劇組製作部主管的員工兼經理人吳征解散前最後離開無綫電視（TVB）過檔亞洲電視的藝員 |

### 中國大陸的商人家入主年代
香港回歸後的1998年6月，「龍維有限公司」及「聯旺有限公司」兩家集團聯手合共以港幣七億購入亞洲電視51%股權，封小平、吳征等商人入主，黃保欣出任董事局主席。同年鳳凰衛視總裁劉長樂等人醞釀併購亞視，而中國大陸商家吳征獲邀任職營運總裁。
吴征入主亞視後大刀闊斧進行改革，除了裁員外，引入多個新的節目制作系統，如非線性後期制作，同年9月28日起，亚视新闻大幅改版，除了引入「虛擬演播室」技術之外还更换了包装，看起來更美觀，新聞直播室看來更宏偉。同期亚视本港台调整黃金時段内容，宣傳口號为“新新ATV，新新的選擇”。同期亞視開始將節目製作外判，減少自製劇集及節目，是香港電視業中首先推行，吳征1998年6月在亞視只做了營運總裁八個月后便於1999年2月辞职。
一年后的1999年，台灣政論名嘴、前中國電視公司總經理沈野加入亚视，同年10月4日和10月19日，亚视新闻两度改版，而在10月19日的改版中，由原《六点钟新闻》调整而来的《亚视焦点新闻》再度调整到19:30播出，同时更名为《亚视七点半新闻》，首期《亚视七点半新闻》由藝員朱慧珊及何守信報道新聞，並在新聞時段加插娛樂消息，引起社會廣泛關注。雖然首日收視大升，但此后便一落千丈，此举劣評如潮，更惹來觀眾對亚视新聞部公信力的質疑而使亚视新闻部多名员工辞职；另外記者協會更批評此舉是侮辱了新聞從業員的努力，名嘴鄭經翰更以「不知所謂」、「粗暴干預新聞」來形容這次安排，此安排在同年12月被取消。
2000年，林百欣出售亞視股權予長江製衣董事會主席及鳳凰衛視股東陳永棋等，鳳凰衛視另一股東劉長樂及封小平亦持有亞視股權。當時曾委任吳征出任行政總裁，其後改由封小平擔任行政總裁。
2001年，亞視製作的香港版百萬富翁取得最高39點收視，亦為當時香港歷來最高的收視，而該年亞視取得4600萬港元的盈利，也是亞洲電視少有的盈利時期之一。而亞視自2002年開始，不斷購入藍色生死戀、愛上女主播和結婚遊戲等韓劇，在香港掀起韓風。
2002年6月12日，陳永棋、劉長樂的VMH控股有限公司（Vital Media Holding & Limited）及其持有46%亞洲電視的股份，成為亞洲電視最大股東，並委任陳永棋為行政總裁，余統浩為營運總裁，楊傳亮為財政總裁。封小平等人離開亞洲電視，亞視再有股權變動，由陳永棋、劉長樂掌管亞視。
2002年7月9日，香港富商李嘉誠旗下的多媒體集團TOM.COM宣布，向亞視原股東麗新集團發出收購，通過其全資子公司TOM.COM HK收購亞視32.75%股權，同時還通過子公司TOM.COM BVI收購豐德麗有限公司持有的HKATV.COM五成的股權，但随着同年8月19日亚视宣布獲得廣東省落地權之後，TOM.COM以“雙方在收購的價格有分歧”为由终止了收购进程。
2005年，亞視首辦亞洲先生，為首個以亞洲地區為主題的選美盛事，其後直至2011年才續辦第二屆。
2007年，亞視再有股權變動，變動後有四大股東，由名力集團董事會主席查懋聲及其弟查懋德持有的10.75％權益、電視廣播前董事總經理費道宜（Louis Page）及荷蘭銀行香港分行共同持有的Alnery，持有另外47.58％權益。另一新股東為中华人民共和国国务院直屬企業北京中信集團全資附屬機構僑光集團，則有14.81％股權。而大股東陳永棋及鳳凰衛視董事局主席劉長樂，持有的亞視股權將減至26.85％。由於收購完成後，新股東所委任的主席查懋聲和另外五名董事，分別與一些香港電視節目、服務牌照持牌機構或內地廣告宣傳代理有關連，屬於「不符合持牌資格人士」，他們於6月4日得到行政會議的豁免，順利「入主」亞視。陳永棋時代和查懋聲時代亞洲電視每況愈下。蕭若元曾作出這樣的評論：“（亞洲電視）在陳永棋時代還有戲拍，到了2007-2008年的查懋聲、費道宜時代便不拍劇集，不拍戲，什麼都不做”。

#### 更改台徽
2007年10月8日，亞視為配合形象改革，宣佈再次更改台徽，
新台徽出自設計公司紅蜜蜂品牌創意策劃旗下設計師，第二次打破本地電視台慣用的三原色藍、綠、紅之傳統（第一次乃亞視在邱德根先生入主時採用鑲金邊的橙紅色古代銅錢作為台徽）。在25個樣辦中挑選出來的設計，採用了橙紅色的小楷「a」字作為主體，形狀靈感來自無限符號∞和莫比烏斯帶，取其電視節目創意無限，而「a」字則代表「Asia」（亞洲）及A級（最好）。至於用上橙色，目的是想電視台年輕化及有正面感覺，為服務觀眾50年的新起點，同時意味亞視進入數碼廣播年代的新時空。
亞視更改台徽後，推出多個節目配合形象改革，包括5個半a餐、斑馬在線等，又成立品牌傳播部，設計一系列的宣傳片，在一些節目的宣傳片中，台徽出現風格也會有不同的變化，而亞視亦於YouTube開設戶口，將大部份宣傳片及節目片段上載，截止2012年3月，上傳影片點擊率已達1860萬人次。
汶川大地震發生後，亞洲電視推出了一系列「齊心抗天災」特備節目，呼籲市民支持賑災。其後，亞視為配合2008年5月19日起為期3日的全國哀悼日，旗下本港台、國際台及六條數碼頻道由5月19日晚上6時至5月21日半夜期間，將所有商業廣告和節目冠名贊助抽起。這是自亞洲電視創台51年以來，首次一連3天抽起所有商業廣告，少收金額數以百萬計。期間，原本的廣告時間改為播放政府廣告、鼓勵訊息及賑災呼籲。
2008年11月亞視推出吉祥物，並命名為“abot”。

### 張永霖時代：短暫改革
2008年12月4日，亞視突然宣布委任前電訊盈科副主席張永霖為執行主席、城市電訊及香港寬頻網絡主席王維基為行政總裁，兩人矢言要將亞視大改革成新媒體，將電視電訊融為一體，不重複傳統電視拍劇運作，主攻中產高檔路綫刺激收視。由於兩人過往從商作風慓悍，其中王維基更有「電訊魔童」之稱，坊間普遍預期亞視即將要進行相當徹底的企業內部改革。就在他們執掌亞視4日後，亞視4位高層同日請辭，包括副總監葉睿宇、總監（新聞及公共事務）關偉、新聞部副總監梁家榮和高級副總裁（工程）何乃賢。
2008年12月15日，亞視發生行政總裁辭職羅生門（各說各話，真相不明的情形）事件，張永霖突然於下午宣佈「經過連日來的合作，發現與王維基在處事作風上出現重大分歧，接受王維基辭職」，並宣佈梁家榮留任新聞部副總監；而王維基則於同日晚上透過一個登記域名為城市電訊的電郵發表聲明，指直到現時為止並未提出請辭，有關請辭並不存在，亦未接到任何董事局接受他請辭的通知。
最終亞視於2008年12月17日召開董事會，確認王維基離職，轉而委任其為亞視顧問，並議決成立一個委員會，負責遴選亞視行政總裁人選，期間張永霖會兼任亞視行政總裁一職。2009年12月，執行主席張永霖辭職，結束其於亞視短短一年的職務。

### 蔡衍明入主年代
2009年1月29日，旺旺集團兼中國旺旺董事長蔡衍明以私人名義買入原本由荷蘭銀行透過Fireworks International Inc. 持有Alnery的25%A股權益及100%B股權益及費道宜持有的亞洲電視股份，入股亞視。交易後，蔡衍明及前亞視行政總裁費道宜共持有亞視47.58％權益。蔡衍明持有亞視四成一股權、成為亞視最大股東，但若只計具投票權的股份則只得兩成三，故實際持有三成五股權。
2009年2月12日，亞洲電視一次性裁員207人，亞視執行主席張永霖親自發信給員工，解釋裁員是因為財政不勝負荷，是迫不得已及困難的決定。張永霖在致員工的信件中表示，亞視的財政一直存在很大問題，多年來累積港元數以十億計的虧損，股東不勝負荷；尤其是金融海嘯以來，亞視的日常營運資金出現巨大困難以致危在旦夕，所以唯有採取決斷措施才能挽救亞視於水深火熱之中。
2009年3月23日，廣管局批准亞視重組其數碼頻道，由6條數碼頻道減至3條，取消新聞財經頻道、動感資訊頻道、魅力資訊頻道及文化資訊頻道，繼續播放中央電視台中文國際頻道，而aTV高清頻道則會被全日24小時廣播的亞洲高清台所取代；亞洲高清台在2009年4月至6月間每星期至少提供24.5小時的高清節目，其後增至每星期至少38.5小時，此外並會提供台灣中天亞洲台的標清轉播。亞視亦宣布於2009年10月1日推出以本地製作的節目為主的第三條標清電視頻道「亞視資訊娛樂台」，但結果亞視於9月尾宣佈13台轉播南方衛視，並沒有兌現承諾。
2009年4月初，胡競英被蔡衍明任命為亞視行政總裁，亞視被指走向「台灣化」。2009年4月8日傍晚開始，本港台所有播出的節目（除新聞報道、六合彩及香港電台節目）均仿照台灣各電視台的做法，在畫面右上角長期顯示節目名稱，引起批評；但有關安排自王征不再注資亞視後，2015年1月5日起取消。
2009年12月17日，入股亞視一年的蔡衍明接受《明報》訪問，就亞視問題首度開腔，提到與查懋聲合股成立控制亞視48%股權的Antenna公司的股權問題。
隨着蔡衍明入主亞視，節目製作方向亦偏向以模仿台灣節目為主，包括《香港亂噏》及《亞洲星光大道》。

### 盛氏家族入主年代

#### 股權爭議
2010年初，中國大陸商人王征（盛氏家族）有意入股香港亞洲電視，及查懋聲發行相關可換股債券所引發的股權爭議風波。事件主要涉及三名股東，分別是於2009年初成為亞視第二大股東、台灣中國時報集團最大股東的蔡衍明，原最大股東查懋聲及有意入股之中國內地商人王征。交易完成後，蔡衍明會持有亞視四成一股權，成為亞視最大股東；但若只計具投票權的股份，卻只得兩成三，故實際持有三成五股權。這種入股方法，主因是蔡並非香港永久性居民，根據廣管局規定，蔡屬於「不符合持牌資格人士」。所以蔡不能持有控股權。蔡衍明不滿查懋聲就王征入股一事，於亞視發行可換股債券，攤薄其股權，2010年4月30日，向法庭申請禁止亞視再發行可換股債券。
亞洲電視在王征入股後，於2011年起加重本地製作，先後在8月黃金時段推出民生飲食節目《香港有飯開》，其後於9月黃金時段推出《我要做特首2》及《2011感動香港》。

#### 誤報江澤民逝世
2011年7月6日，亞洲電視於未有得到中华人民共和国官方證實的情況下，於當日報導前中國共產黨中央委員會總書記江澤民逝世的消息，引起軒然大波。官方新華社其後作出澄清否認，事件使亞視新聞部公信力受損，高級副總裁梁家榮其後辭職。

#### 被申請清盤
2011年10月12日，中國旺旺集團董事長蔡衍明的一間公司Norwares Overseas Inc，入稟高等法院申請亞視清盤，原因是2009年蔡衍明曾向亞視付款2300萬元，惟亞視卻未有向他發行可換股債券。10月27日，亞視已將2300萬元可換股債券歸還予蔡衍明，11月11日，香港高等法院正式撤銷蔡衍明對亞視清盤的申請。

#### 五十五周年
2012年6月22日，亞視於北京萬事達中心舉行《全球首家華語電視台-亞洲電視55周年暨香港回歸15周年慶典》，舉行場地北京萬事達中心可以容納18000人。開場時入座率約有九成，但愈演觀眾愈買少見少；演出至中段，觀眾陸續離座，到馮寶寶以「武則天」造型出場演唱《知我無情有情》時，約得兩成觀眾左右。之後，輪到獲頒「電視專業貢獻大獎」的徐小明壓軸演唱《大俠霍元甲》及功夫表演，觀眾只剩一成，場面非常尷尬，但他仍落力演出。完場前，全台藝員合唱及高層王征等上台祝酒、派壽包，觀眾已寥寥可數，幾乎只剩下工作人員及傳媒，場面極度尷尬。不過，為了拍攝派壽包效果，只好將壽包掟向空櫈。

#### ATV焦點爭議
2012年9月3日，本港台節目《ATV焦點》中，部分香港市民指責《ATV焦點》內容嚴重偏頗，抹黑學民思潮，並描述泛民主派為香港立法會的「破壞派」，惹起爭議。通訊事務管理局短短一天內就收到破紀錄的超過1萬個投訴。12月5日，通訊事務管理局裁定，9月份播出的五集有關反國民教育人士的《ATV焦點》違反了規管「個人意見節目」的《電視節目守則》第9章，包括該五集節目未能提供適當機會予其他人作回應，未有讓有關國民教育的多方面意見得以表達，提供不準確或誤導性的事實資料，和於9月5日和6日兩集中有兩處錯誤的資料；因此向亞洲電視發出警告。

#### 香港免費電視牌照爭議
2012年11月11日，「亞洲會」在政府總部舉行示威集會反對發牌，亞視全程直播。亞視除安排四百名員工參與外，亦安排社會人士、亞視主要投資者王征、亞視執行董事盛品儒出席撐場。

#### 竄改會議紀錄誤導調查
通訊事務管理局於2013年8月23日公佈有關控制及管理亞洲電視的最後調查報告，裁定「主要投資者」王征干預亞視日常管理及運作，獲授權管理亞視的執行董事盛品儒，卻對王征言聽計從，更竄改六份會議紀錄內容，掩飾王征指示或訓示員工的真相，企圖誤導通訊局調查。通訊局向亞視罰款最高的100萬元，指令亞視要於2013年9月2日前終止盛品儒職務。通訊局已向警方舉報盛品儒竄改文件事件。而亞洲電視於9月1日發出聲明指由8月31日起解除盛品儒的執行董事職務，並任命雷競斌接任公司執行董事職務。
通訊事務管理局於2013年8月23日裁定「主要投資者」王征干擾亞視日常管理及運作，執行董事盛品儒，卻對王征言聽計從，掩飾王征訓示員工的真相。通訊局向亞視罰款最高的100萬元，要求亞視終止盛品儒職務，亞視任命雷競斌接任公司執行董事職務，而雷競斌就是下令將《ATV焦點》改為評論式節目的人。

### 葉家寶時代：陷入財困
2014年2月27日起，亞洲電視股東龍維有限公司不再委任雷競斌為執行董事，改為委任葉家寶為亞洲電視執行董事。葉家寶接任執行董事職務，再度作出改革，包括重新製作婦女節目，可惜仍未能扭轉劣勢。

#### 黃金時段多次重播《我和殭屍有個約會》
2014年3月3日開始，《我和殭屍有個約會》以及《我和殭屍有個約會II》、《我和殭屍有個約會III之永恆國度》一連三輯於亞洲電視歲月留聲頻道重播，反評熱烈。第一輯在歲月留聲播畢後不久，亞洲電視宣佈將於2014年5月12日起於本港台晚8:30-9:30重播《我和殭屍有個約會》第一輯，對撼劣評如潮的無綫外購劇《西遊記》，但有關收視只維持約一點。

#### 欠薪問題
2014年12月8日，亞視股東蔡衍明向法院要求委任獨立監管人進入亞視董事局，重組公司結構，法官裁定蔡衍明勝訴，高等法院頒令委任德勤中國華南區主管合夥人黎嘉恩及企業重組服務主管何熹達，擔任亞洲電視經理人。12月25日，亞視出現持續欠薪。員工一直無法取得11月的薪酬。而由於亞視負債十多億元，潛在買家都不願接手。亞視一旦面臨清盤，便符合《廣播條例》內撤銷牌照的條件；而亞視如持續欠薪至2015年元旦，員工等同被僱主終止合約，有權向法院申請清盤，亞視亦會被撤銷牌照。12月29日，亞視宣佈發放半個月的工資，但是如果在2015年1月1日未能發放餘下的工資，仍然等於變相解僱員工。勞工處勞資關係科高級勞工事務主任李志聰表示，亞視欠薪問題抵觸僱傭條例，屬於違法，若有足夠證據，勞工處將提出檢控，目前正等候律政司意見。
2014年12月30日，新聞部編輯主任羅佩琼明言拒絕接受「發半薪」安排，將在元旦日離職。
亞視因資金緊絀而拖欠員工薪酬，節目播映受到影響，取消播出新聞節目《亞洲早晨》、《ATV焦點》、《新聞簡報》、《普通話新聞》、《Sports@TV》等。原時段改為重播《爸爸兩邊走》、《香港百人》等劇集與資訊節目。同時縮短《理財博客》及其餘粵語及英語新聞播放時間，改為播映《ATV 這一家》，報導亞視欠薪、放盤消息，及重播劇集。黃金時段外購劇集改以重播劇集代替播映，重播《計中計狀元財》、《萬家燈火》及韓劇《鄰居冤家》。

#### 傳聞「白武士」收購
2015年3月11日，亞視有傳接洽買家為香港上市公司皓文控股有限公司，有意收購該公司股權，惟只是初步階段，如有屬實，則須進行集資活動。

#### 片庫嚴重流失
亞視陷入財困，先於2月中全數出售手上600套國、粵、潮語長片，以每集片長約1.5小時計算，合計約900小時，其中無綫電視以700萬元買斷300套版權，包括《難兄難弟》、《十兄弟》等，其餘300套據悉落入神秘買家手中及捐予電影資料館；並賣斷近千集經典劇集版權套現，包括《大地恩情》系列、《大內群英》系列、《大丈夫》、《鱷魚淚》、《天蠶變》、《天龍訣》、《太極張三豐》及《浮生六劫》等有蕭若元參與創作的劇集予中國3D數碼娛樂；再於3月中出售2,500小時的劇集播映權，包括《洪熙官》、《精武門》及《再見艷陽天》等，但亞視仍然可以在香港播映有關劇集。

#### 王征拒絕「白武士」拯救亞視
王征接受內地媒體《財新網》訪問時表示，於2013年8月通訊事務管理局裁定他干擾亞視日常營運後，家族內部已決定不再支持亞視，尋找接盤人；但最後一名「白武士」於3月21日回絕出資拯救亞視，他決定放棄最後的掙扎，58年歷史的亞洲電視很可能於3月底關閉；亞視及執行董事葉家寶則重申現時的運作一切正常，作出澄清，指王征並未說過亞視「氣數已盡」，一直為亞視的戰鬥精神及市民的支持而感動；亦指專訪有不少錯誤。

#### 單方面在新聞報道宣稱王維基入股
2015年3月31日，亞視於《六點鐘新聞》單方面宣佈大股東黃炳均及主要投資者王征將旗下控股權轉讓予香港電視網絡主席王維基，並將豁免亞視所欠的大部分債務。交易尚需得到法庭同意，並需得到通訊局批准。但香港電視網絡在翌日發出澄清公告，指王維基並未與王征達成協議。通訊事務管理局於7月28日表示，亞視於本港台、亞洲台及國際台播放的電視節目《六點鐘新聞》、《新聞及天氣報告》及《夜間新聞》單方面宣布股權轉讓，罰款港幣30萬元。另外，通訊局表示亞視未提交2014會計年度審計帳目，向亞視罰款港幣5萬元。

#### 德勤曾稱成功找到投資者
2015年4月1日，亞視經理人德勤會計師行於下午2時突然召開記者會，宣布成功為亞視找到投資者。雙方於該天早上簽訂買賣協議條款書，在亞視成功續牌後收購大股東黃炳均手上五成二股份，以及亞視欠王征的債務。德勤黎嘉恩指出條款書會在一個月內簽正式買賣合約，之後繼續申請復牌程序；但必須成功續牌才可完成買賣。雙方簽訂的買賣協議條款書印有一間名為「AID PARTNERS」的公司（胡景邵旗下的匯友資本），黎嘉恩指出買家是一家香港人持有的公司（並非香港電視網絡），簽署後會注資支薪；可是政府於三小時後宣布不會續牌予亞洲電視，有關計劃可能告吹。

### 不獲續牌
由於亞洲電視的本地免費電視節目服務牌照於2015年11月30日屆滿，香港政府本應于2014年11月由行政會議宣布決定，但一再拖延。香港政府行政會議於2015年4月1日下午召開特別會議，商討亞洲電視續牌事宜，並決定不續牌予亞視。同日傍晚時任商務及經濟發展局局長蘇錦樑宣布，行政長官會同行政會議決定亞洲電視的現有免費電視牌照不獲續期。通訊局按照廣播條例給予12個月的通知期，故亞視可以提供免費電視服務多12個月，至2016年4月1日正式結束免費電視廣播。亞洲電視聲明指出在投資者已落實的情況下，政府仍不續牌予亞洲電視，對有關決定表示意外和憤慨，表示將繼續抗爭，並不排除採取法律手段。其後因資金不足，執行董事兼高級副總裁葉家寶表示最壞的情況下可能於亞視台慶日（5月29日）結束亞視。

### 司榮彬入主年代
2015年6月12日，亚洲电视执行董事叶家宝在亚视58周年员工盆菜宴上宣布，亚视股东与新投资者已签订买卖合约。叶家宝暂未透露新投资者的身份和投资金额，但承认新投资者购买了原有股东黄炳均约52%的股份，是一个具有实力的新股东。有称接近亚视的人士则透露，本次买家是来自山东的司榮彬财团。2015年9月，亞洲電視股權出現變動，亞視指中國文化傳媒國際控股有限公司向大股東黃炳均購入52%股權，當中逾41%的股份已交易成功，中金未來會投資100億元發展亞視，包括重新申請免費電視牌照，計劃未來6年會投資不少於51億元，作為基本器材變更和增置、節目製作的營運資金，待有關文件準備齊全，便向通訊局正式申請牌照。但其後德勤澄清亞視股權轉讓尚未完成，尚待通訊局批准。

#### 葉家寶辭任執行董事
2015年12月7日，由於亞洲電視再次未能於法定限期前向所有員工發放上月薪金，只向逾一半員工發放11月份薪金，葉家寶於個人博客宣布辭去執行董事職務。12月8日，葉家寶表示暫時會以高級副總裁身份留任交接工作。12月25日，葉家寶開始離職前休假，直至2016年3月初正式離開亞視。

#### 再度拖糧危機
2016年1月開始（正值亞洲電視香港本地免費電視節目服務牌照有效期屆滿只剩下少於100天），亞視還未正式向員工發放12月及1月份的工資，令亞視無法完成過渡期限，因此在2月3日召開員工大會時，最初由山東的司榮彬提出下個月（即是30日內）會出糧，令變得相當鼓燥會擔心影響停播的危機，累及亞洲電視製作部副總裁趙汝強請辭，同時已經有20位員工引用《僱傭條例》10A條自動遺散，之後下午由營運總裁馬熙希望2月5日之前發放雙糧（2015年12月及2016年1月份工資）先至令員工安心。翌日，劉瀾昌再引用這條文自動遣散，並正式辭去亞洲電視新聞及公共事務部高級副總裁。

#### 面臨提早被吊銷牌照
農曆新年前夕（正值亞洲電視香港本地免費電視節目服務牌照有效期屆滿只剩下56天），亞視的危機仍然未解除。原定2月5日下午3時承諾會發薪，但最後無法兌現承諾，營運總裁馬熙向員工致歉後宣佈請辭，有9位新聞部員工引用《僱傭條例》10A條自動遣散，但亞視各部門主管開會後決定維持基本運作至4月1日。馬熙辭職前向亞視員工發信，內容如下：
|  | 致：各位同事 一直以來，本人及管理層不斷努力為支薪事宜籌謀，並已多次催促股東、投資者及董事局正視員工工資問題及要求股東們注資亞視，本人亦盡心盡力透過不同途徑籌集資金供員工發薪，解決燃眉之急！直至現在，公司仍未能籌集足夠的資金發放薪金。 本人曾於2月3日（本週三）舉行之員工會議上表示儘力安排於2月5日（週五）一併發放2015年12月份及2016年1月份工資予所有員工，可惜事與願違，公司未能如期於2月5日（週五）支付2015年12月份薪金予尚未獲支薪的員工，也未能支付2016年1月份薪金予全體員工。 本人從即日（2月5日）起辭去營運總裁一職。 本人非常感謝各位同事在近期的困境中仍然同心協力和專業的工作態度，保持日常運作和廣播暢順，亦深感各位同事對亞洲電視的支持和承擔。 謹此 祝願各位同事身體健康！萬事如意！ 馬熙 2016年2月5日 |

同日，主要債權人王征指新投資者未能履行義務，為免混亂局面持續，已於下午5時向高等法院申請將亞視清盤。其聲明如下：
|  | 聲明 鑒於新投資者未能履行其義務，為避免混亂局面持續，敝人作為主要債權人，已於今日下午五時向香港高等法院遞交亞視清盤申請。 王征 |

2月6日起，亞視停止播放所有新聞報道，與本地免費電視服務牌照的規定背道而馳。2月15日，亞視新聞及公共事務部助理副總裁陳興昌雖然未有回應公司何時會發薪，但指如果資金到位，會復播亞視新聞。2月18日，亞視未能於限期前向通訊局繳付合共809,865港元的牌照費。2月20日，亞視於本港台復播粵語新聞，但未有復播英語新聞。2月22日，通訊局召開特別會議，考慮到亞視未能依據牌照規定播放新聞節目、因有多名董事請辭使得亞視只餘下同為非香港居民的司榮彬及蔡紹中兩位董事而未能遵守公司董事必須符合居港規定的要求，以及未能在訂明限期或之前繳付牌照費和罰款，決定啟動暫時吊銷亞視免費電視牌照30天的程序。由於亞視可在28日內作出申述，而其後須進行公開聆訊，因此通訊局表明有關程序不大可能在亞視的免費電視牌照於今年4月1日屆滿前完成和生效，但通訊局發言人強調，絕不能以此為理由，對亞視不作懲處。

#### 進入臨時清盤階段及牌照屆滿
2016年2月24日（正值亞洲電視香港本地免費電視節目服務牌照有效期屆滿只剩下37天），商人王征以亞視主要債權人身份入稟高等法院要求委任臨時清盤人，司榮彬就反對建議，並且他會繼續注資三億元發展及重組亞視，但法官夏利士認為王佂有權申請清盤，又認為亞視現正處於混亂的狀態，最合適的方法是由法庭委派臨時清盤人去解決，因此高等法院頒令委任德勤‧關黃陳方會計師行作為亞視臨時清盤人。
2月29日下午，亞視的清盤人德勤突然在亞視總部召開員工大會，稱亞視只剩下20萬港元現金，欲遣散所有員工。此舉遭亞視高層及員工反對， 香港電視娛樂也表示：若亞視提早停播，ViuTV亦未能馬上啟播。3月1日，香港高等法院就亞視清盤事宜進行聆訊，宣布亞視清盤事宜押後至3月3日上午裁決，裁決之前德勤不能要求亞視停播及解僱員工。但在3月3日亞洲電視臨時清盤人德勤會計師事務所表示，決定於3月4日會遣散亞視的員工，但具體停播時間要與工程部商議。3月4日，亞視投資者司榮彬的代表於上午11時半舉辦記者招待會中，展示合共一千萬港元現金及支票以表示有能力營運直至4月1日廣播結束為止。其後有傳德勤預計在3月4日傍晚6點停播，亦有員工形容已經對亞視「心死」，即使亞視聘用他，都不會繼續工作下去，質疑若投資者有錢，為何不先支付員工薪金。與此同時通訊事務管理局接獲亞視臨時清盤人書面通知，亞視擬停止廣播的日期，並要求清盤人確認，亞視是否在其免費電視牌照屆滿前亦不會復播，以便通訊局能適時按《電訊條例》及既定程序妥善處理指配予亞視的頻譜的事宜，但最終並未停播，如常在6點繼續播新聞。最終投資者中國文化傳媒，與臨時清盤人德勤在晚上達成有條件協議，並獲高等法院接納，同意向亞視提供八百萬港元資金，其中三百萬要以現金，於3月5日及7日前向德勤支付，另外五百萬元就以兩份銀行保證書，於同月11日及31日向德勤支付。。3月5日，亞視在完成遣散原有400名員工後，重新以新合約聘請回約160個員工以維持基本運作。新合約聘用期為3月5日至4月1日，指明員工可即時獲中國文化傳媒發放3月份薪金，並且最遲可於3月31日再獲發一筆相同金額作為獎金及加班津貼，但於4月2日前不能向亞視及臨時消盤人追討之前的欠薪，只能向破產欠薪保障基金申請賠償。
亞洲電視臨時清盤人向亞視餘下的160名員工派發解僱信，信中列明各員工在4月1日後，將不獲續約，意味著亞視將於4月2日結束免費電視營運
。
亞洲電視最後一日（2016年4月1日）的節目表:
| 播出時間         | 節目名稱                             |
| ---------------- | ------------------------------------ |
| 06:00            | 鐵血藍天                             |
| 06:30            | 星級享受之旅                         |
| 07:30            | 啼笑因緣                             |
| 08:30            | 環遊世界                             |
| 08:45            | 解密百年香港                         |
| 09:15            | 他鄉尋根18載經典回味：尋找他鄉的故事 |
| 09:45            | 亞視百人                             |
| 10:20            | 我們這一班                           |
| 10:50            | 大內群英                             |
| 11:50            | 中國新型人                           |
| 12:30            | 美味情緣                             |
| 13:00            | 今日亞洲                             |
| 13:15            | 亞視百人                             |
| 13:45            | 雄霸天下                             |
| 14:15            | 環遊世界                             |
| 14:30            | 天南地北                             |
| 15:00            | 傘開以後（港台）                     |
| 15:05            | 他鄉尋根18載經典回味：尋找他鄉的故事 |
| 15:35            | 中華英雄                             |
| 16:00            | 我們這一班                           |
| 16:30            | 通識小學堂                           |
| 17:30            | 嘆盡全世界                           |
| 18:00            | 六點鐘新聞                           |
| 18:20            | 開心詞堂                             |
| 18:30            | 開心大發現                           |
| 18:55            | 亞洲點滴                             |
| 19:00            | 警訊（港台）                         |
| 19:30            | 天南地北                             |
| 20:00            | 自遊自在食住行                       |
| 20:30            | 花田囍事                             |
| 21:30            | 泉州詠春體驗之遊                     |
| 22:00            | 燦神友共情                           |
| 22:30~22:50      | 夜間新聞                             |
| 22:50~23:10      | Miss Asia 25th 法國瑰麗巡迴          |
| 23:10~00:10      | Miss Asia 25th 葡萄牙瑰麗巡迴        |
| 00:10~00:40[149] | 藍畫面（仍由亞視大埔總台控制室播出） |
| 00:40            | 慈雲山發射站中斷訊號                 |
| 播出時間    | 節目名稱                             |
| ----------- | ------------------------------------ |
| 00:00~00:30 | 天南地北                             |
| 00:30~01:00 | 悠遊禪蹤                             |
| 01:00~01:30 | 香港有飯開                           |
| 01:30~02:00 | 低碳健營好煮意                       |
| 02:00~03:00 | 女神辦公室                           |
| 03:00~04:00 | 台灣睇‧住‧玩                         |
| 04:00~04:30 | 暢遊廣東144小時                      |
| 04:30~05:00 | 馬爾代夫好味道                       |
| 05:00~05:30 | 香港有飯開                           |
| 05:30~06:00 | 天南地北                             |
| 06:00~06:30 | 讀知天下                             |
| 06:30~07:30 | 高山青                               |
| 07:30~08:30 | 祖先開眼                             |
| 08:30~08:45 | 開心詞堂                             |
| 08:45~09:15 | 探訪人間：一人有一個故事             |
| 09:15~09:45 | 香港十大自然勝景                     |
| 09:45~10:15 | 茶加擇                               |
| 10:15~10:45 | 暢遊廣東144小時                      |
| 10:45~11:00 | 環遊世界                             |
| 11:00~11:30 | 香港有飯開                           |
| 11:30~12:30 | 嶺南尋根之旅                         |
| 12:30~13:00 | 讀知天下                             |
| 13:00~14:00 | 祖先開眼                             |
| 14:00~15:00 | 從香港出發                           |
| 15:00~15:30 | 香港有飯開                           |
| 15:30~16:00 | 茶加擇                               |
| 16:00~16:30 | 暢遊廣東144小時                      |
| 16:30~17:00 | 天南地北                             |
| 17:00~17:30 | 低碳健營好煮意                       |
| 17:30~18:00 | 美食情緣新口味                       |
| 18:00~19:00 | 星級享受之旅                         |
| 19:00~19:30 | 香港望族                             |
| 19:30~19:45 | 環遊世界                             |
| 19:45~20:00 | 今日亞洲                             |
| 20:00~20:30 | 紙有成功路                           |
| 20:30~21:00 | 女神辦公室                           |
| 21:00~22:00 | 嶺南尋根之旅                         |
| 22:00~00:00 | 高山青（大結局）                     |
| 00:00~00:30 | 藍畫面（仍由亞視大埔總台控制室播出） |
| 00:30       | 慈雲山發射站中斷訊號                 |
| 播出時間    | 節目名稱                             |
| ----------- | ------------------------------------ |
| 23:30~00:30 | 活色生香                             |
| 00:30~02:30 | 亞視精品劇場：愛者有其屋             |
| 02:30~04:30 | 九品芝麻官                           |
| 04:30~05:00 | 影響世界的中國人                     |
| 05:00~06:00 | 活色生香                             |
| 06:00~08:00 | 亞視精品劇場：愛者有其屋             |
| 08:00~10:00 | 開心繼續笑                           |
| 10:00~11:00 | 亞視精品劇場：巨星                   |
| 11:00~12:00 | 方太美食廣場                         |
| 12:00~14:00 | 開心繼續笑                           |
| 14:00~15:00 | 亞視精品劇場：巨星                   |
| 15:00~17:00 | 亞視精品劇場：愛者有其屋             |
| 17:00~17:30 | 影響世界的中國人                     |
| 17:30~18:30 | 方太美食廣場                         |
| 18:30~20:30 | 亞視精品劇場：愛者有其屋             |
| 20:30~22:30 | 開心繼續笑                           |
| 22:30~23:30 | 亞視精品劇場：巨星                   |
| 23:30~00:00 | 冷知識衝動                           |
| 00:00~00:30 | 藍畫面（仍由亞視大埔總台控制室播出） |
| 00:30       | 慈雲山發射站中斷訊號                 |
| 播出時間    | 節目名稱                             |
| ----------- | ------------------------------------ |
| 00:00~01:00 | 澳門 澳門                            |
| 01:00~01:30 | 廣東黃金海岸遊                       |
| 01:30~02:30 | 香港 香港                            |
| 02:30~03:00 | 覓食新煮意                           |
| 03:00~07:00 | Music 120                            |
| 07:00~07:30 | 嶺南尋根之旅                         |
| 07:30~08:00 | 文化報道                             |
| 08:00~09:00 | 澳門 澳門                            |
| 09:00~09:30 | 瘋狂馬特                             |
| 09:30~10:00 | 奇幻百寶箱                           |
| 10:00~11:30 | 中央電視台新聞－直播：綜合新聞       |
| 11:30~12:00 | 對話                                 |
| 12:00~13:00 | 澳門 澳門                            |
| 13:00~15:00 | Music 120                            |
| 15:00~15:30 | 文化奇遇記                           |
| 15:30~16:00 | 知識小百科                           |
| 16:00~16:30 | 開心寶寶遊樂園                       |
| 16:30~17:00 | 瘋狂馬特                             |
| 17:00~17:30 | 醒目仔天地                           |
| 17:30~18:00 | 精靈一族                             |
| 18:00~18:30 | 文化報道                             |
| 18:30~19:00 | 東方                                 |
| 19:00~19:30 | 鏗鏘集                               |
| 19:30~20:00 | 暢遊廣東144小時                      |
| 20:00~20:30 | 嶺南尋根之旅                         |
| 20:30~21:00 | 嶺南文化之旅                         |
| 21:00~22:00 | 澳門 澳門                            |
| 22:00~23:05 | 企業新領域                           |
| 23:05~23:20 | 漫遊嶺南綠道                         |
| 23:20~23:50 | 廣東黃金海岸遊                       |
| 23:50~00:20 | 暢遊廣東144小時                      |
| 00:20~00:50 | 藍畫面（仍由亞視大埔總台控制室播出） |
| 00:50       | 慈雲山發射站中斷訊號                 |

### 正式結束香港本地免費電視廣播
2016年3月31日，亞視租用的新界沙田區慈雲山山頂發射站期滿。到4月1日早上9時半，地政總署聯同香港電視娛樂、香港電台和亞視人員，到亞視租用的慈雲山發射站，為交接頻譜作準備。
2016年4月1日早上，仍然有少數職員繼續上班，有已離職的員工就希望盡快獲發放欠薪。唯大樓裏只有一兩層有燈光，其餘房間大部分已上鎖。亞視高級節目執行主任程啟光指晚上11時59分07秒開始到12時正，亞視會播出一張卡與觀眾告別後才會停播。
到晚上10時30分播出最後一次新聞報道謝幕時，主播指亞視將會由免費電視轉為衛星電視，繼續為香港市民服務，「希望大家好似過去50幾年咁樣，繼續支持亞洲電視，後會有期」。
2016年4月1日晚上11時59分57秒，亞視員工指會播出的「一張卡」未見蹤影。2016年4月1日晚上11時59分57秒，亞視所有頻道播出藍畫面，作為通知新界沙田區慈雲山山頂發射站中斷訊號的訊息。新界沙田區慈雲山山頂發射站「熄機」及頻道交接程序如下：
- 模擬頻道：4月2日0時0分，發射站亞視員工中斷模擬頻道的訊號，觀眾會看到雪花。到0時2分，香港電台開始在原來的亞視模擬頻道傳送訊號，港台電視31A取代本港台，港台電視33A取代國際台，港台電視31A畫面上寫著「歡迎收看港台電視31A」，港台的工程人員在確定訊號穩定，在約凌晨零時6分50秒，港台電視31A開始提供節目。[152][153]。
- 數碼頻道[154]：
  - 多頻網頻譜：接手亞視部份頻譜的ViuTV的工程人員切換訊號，即時接手原本由亞洲電視使用的多頻網數碼頻譜廣播，部份觀眾需要在電視機重新搜台才能收看ViuTV。訊號切換期間並沒有中斷，只是刪除訊號內11台本港台及16台國際台，並增加99台ViuTV，因此並不會影響透過相同大氣電波頻道傳送的81台翡翠台。
  - 單頻網頻譜：於午夜起再沒有訊號傳送。

另一方面，位於新界大埔區大埔工業邨的亞視廠房特別熱鬧，由早到晚不斷有人在亞視大門外拍照留念。
亞洲電視於2016年4月1日23:45時，即結束免費電視牌照前15分鐘的收視率為6.6，即有大約43萬觀眾收看，是亞洲電視近年來最高收視率節目/時段。
在4月2日凌晨，亞視廣播結束後，公關及宣傳科高級經理黃守東最後一次以亞視發言人身份會見傳媒，他於發言中感謝觀眾59年來的支持，以及感謝歷年來台前幕後所有亞視員工的努力，又讚揚所有「亞視人」都是最優秀的傳媒工作者及電視從業員。他希望亞視以衛星廣播及網絡電視繼續廣播，最後更引用亞視經典電視劇《天蠶變》主題曲歌詞「經得起波濤，更感自傲」勉勵亞視及員工勇敢向前。黃守東發言後向傳媒及公眾鞠躬致謝，並掩面流淚，步回亞視大樓，成為亞視最後經典一幕。
至於廣東有線方面，原本的本港台和國際台所在頻道最初為顯示藍底白字「本港台和國際台由於牌照到期已停播」，之后有一些有线电视网络公司将本港台和国际台从频道表删除，或以其他频道取代。
| 時間                                                     | 香港模擬廣播方面 | 香港數碼廣播方面 | 廣東有綫電視方面 |
| 2016年4月2日凌晨0:00                                     | 本港台在羅霖講完「特別是經濟獨立」之後，出現藍畫面（由大埔亞視總部播出）。 | 本港台在羅霖講「特別是經濟獨立」、亞洲台在唱「物依舊」、歲月留聲在吳亭欣講「而五千年前」之後，出現藍畫面（由大埔亞視總部播出）。                                        | 本港台在講「簡單幸福的家庭」之後，未出現藍畫面之前已被藍底白字「節目信號中斷」畫面覆蓋，其後在幾分鐘內出現「信號傳輸故障，請稍後...」的畫面。 |
| 2016年4月2日凌晨0:01左右（助理廣播處長陳敏娟啟動按鈕後） | - 本港台頻道出現「歡迎收看港台電視31A」畫面，其後主持人蘇敬恒亮相； - 國際台頻道出現「歡迎收看港台電視33A」畫面，其後轉播中国中央电视台英語纪录频道； - 但香港部分地區的電視信號不穩定（特別是九龍最東、港島最東、新界最東的位置）。 | - 部分電視畫面自動跳轉至翡翠台； - 有部分電視畫面出現「本港台不存在，要刪除嗎？」，有指應是個別電視的功能，當某個電視台不存在，電視機系統就會通知用戶，而非亞視的安排。 | - 广州的珠江数码和深圳的天威视讯仍繼續播放廣告。 - 但有部分地市的網民指仍出現「節目信號中斷」畫面，且畫面並未完全遮蔽「歡迎收看港台電視31A」畫面，有短暫時間可見畫面邊框及聽到港台31A接通的音樂，其後信號被完全切斷（香港電台電視廣播在廣東尚無落地權）。 - 亦有部分地方存在不同情況：部分有线电视出现调色板，部分直接被地方台插播成广告台，部分仍然保留广东有线的蓝底画面。 |
| 2016年4月2日以後                                         | 港台電視31A、33A正常廣播 | 亞洲電視旗下所有數碼頻道全部停播，屆時數碼電視的觀眾必須於4月2日凌晨零時後重新搜台，才可收看99台ViuTV。                                                                 | - 廣東方面依然保留本港台和國際台頻道，4月2日约中午时分以藍底白字「本港台和國際台由於牌照到期已停播」代替（本港台以仿宋體顯示，國際台以宋體顯示）。《明報》在4月2日報導亞視在廣東的轉播訊號中斷，但提出是「有人在facebook發文」，無綫新聞也有報導廣州的亞視節目信號中斷。亦有廣東當地電視觀眾致電給廣東廣電方面詢問本港台停播原因。據客服透露，有很多人連去年香港政府宣佈亞視不予續牌的消息都不知情，至於如何處理兩個已停播頻道，廣東廣電網絡則尚在商討。 - 2016年4月中旬，广东有线取消顯示“本港台”和“國際台”，同时把电视台名称改为“测试频道1”和“测试频道2”。 - 2016年6月，廣東有線仍保留本港台和國際台頻道，但之前的藍底白字已消失，只有全藍畫面。 - 2016年7月，新会有线原亚视频道改为澳亚卫视和广州台。 - 2016年9月19日，广东有线直属分公司（广州省网）删除亚视频道的频道位。 - 2016年11月28日，珠江数码把本港台替换成广州市广播电视台花城频道，国际台仍为黑屏。 - 2016年，廣東廣電網絡將“本港台”和“南方購物”頻道號對調、“國際台”和“優購物”頻道號對調。 |

2016年5月2日，亞視對美加廣播的海外台亦終止播放。
停播後事件
2016年4月15日，亞洲電視官方網站內容被清空，訪問只出現空白文檔。同時，亞視新聞的移動應用程式內容亦被清空，其後停止運作並於App Store及Google Play商店下架。
2016年5月5日，亞洲電視官方網站停止運作。

### 正式結束非本地電視廣播
2016年5月31日，亞洲電視以人造衞星播放的廣東話頻道「亞洲電視本港台」的非本地電視節目服務牌照有效期屆滿。由6月1日起，亞視須停止提供《廣播條例》所指的非本地電視服務，否則將構成無牌廣播。亞視的非本地電視服務包含一條二十四小時播放的廣東話頻道「亞洲電視本港台」，為內地觀眾提供資訊娛樂節目。通訊局指亞視違反「非本地電視牌照」條款在4月1日提前停止提供非本地電視節目服務，原先打算施加最嚴厲懲處撤銷亞視的非本地電視牌照，「不過考慮到有關的牌照將於月底屆滿，而亞視正處於清盤法律程序，向亞視施加懲處亦不能達到實際規管目的，而且要進行公開聆訊，並不符合善用公帑的原則」，決定不向亞視施加懲處。

### 清盤案
2016年3月31日，亞視租用的新界沙田區慈雲山山頂發射站期滿。到4月1日早上9時半，地政總署聯同香港電視娛樂、香港電台和亞視人員，到亞視租用的慈雲山發射站，為交接頻譜作準備。
2016年4月1日早上，仍然有少數職員繼續上班，有已離職的員工就希望盡快獲發放欠薪。唯大樓裏只有一兩層有燈光，其餘房間大部分已上鎖。亞視高級節目執行主任程啟光指晚上11時59分07秒開始到12時正，亞視會播出一張卡與觀眾告別後才會停播。
到晚上10時30分播出最後一次新聞報道謝幕時，主播指亞視將會由免費電視轉為衛星電視，繼續為香港市民服務，「希望大家好似過去50幾年咁樣，繼續支持亞洲電視，後會有期」
2016年4月1日晚上11時59分07秒，亞視員工指會播出的「一張卡」未見蹤影。2016年4月1日晚上11時59分57秒，亞視所有頻道播出藍畫面，作為通知新界沙田區慈雲山山頂發射站中斷訊號的訊息。新界沙田區慈雲山山頂發射站「熄機」及頻道交接程序如下：
- 模擬頻道：4月2日0時0分，發射站亞視員工中斷模擬頻道的訊號，觀眾會看到雪花。到0時2分，香港電台開始在原來的亞視模擬頻道傳送訊號，港台電視31A取代本港台，港台電視33A取代國際台，港台電視31A畫面上寫著「歡迎收看港台電視31A」，港台的工程人員在確定訊號穩定，在約凌晨零時6分50秒，港台電視31A開始提供節目。[152][153]。
- 數碼頻道[154]：
  - 多頻網頻譜：接手亞視部份頻譜的ViuTV的工作人員切換訊號，即時接手原本是由亞洲電視使用的多頻網數碼頻譜廣播，部份觀眾需要在電視機重新搜台才能收看ViuTV。訊號切換期間並沒有中斷，只是刪除訊號內11台本港台及16台國際台，並增加99台ViuTV，因此並不會影響透過相同大氣電波頻道傳送的81台翡翠台。
  - 單頻網頻譜：於午夜起再沒有訊號傳送。

另一方面，位於新界大埔區大埔工業邨的亞視廠房特別熱鬧，由早到晚不斷有人在亞視大門外拍照留念。
亞洲電視於2016年4月1日23:45時，即結束免費電視牌照前15分鐘的收視率為6.6，即有大約43萬觀眾收看，是亞洲電視近年來最高收視率節目/時段。
在4月2日凌晨，亞視廣播結束後，公關及宣傳科高級經理黃守東最後一次以亞視發言人身份會見傳媒，他於發言中感謝觀眾59年來的支持，以及感謝歷年來台前幕後所有亞視員工的努力，又讚揚所有「亞視人」都是最優秀的傳媒工作者及電視從業員。他希望亞視以衛星廣播及網絡電視繼續廣播，最後更引用亞視經典電視劇《天蠶變》主題曲歌詞「經得起波濤，更感自傲」勉勵亞視及員工勇敢向前。黃守東發言後向傳媒及公眾鞠躬致謝，並掩面流淚，步回亞視大樓，成為亞視最後經典一幕。
至於廣東有線方面，原本的本港台和國際台所在頻道，最初為顯示藍底白字「本港台和國際台由於牌照到期已停播」，之后有一些有线电视网络公司将本港台和國際台从频道表删除，或以其他频道取代。
2016年4月13日，王征申請亞視清盤案開審，王征一方表示與新投資者接近達成債務重組協議。4月18日，王征一方在庭上透露新投資者名為趙東。
2016年4月15日，亞洲電視官方網站只出現空白頁面。同時，亞視新聞的移動應用程式亦停止運作並於App Store及Google Play商店下架。
2016年5月2日，亞視對美加廣播的海外台終止播放。
2016年5月3日，王征申請亞視清盤案續審，司榮彬新成立的公司 Star Platinum Enterprises Limited （星鉑企業有限公司）於庭上表示已與主要債權人王征及其名下公司草簽協議，購入王的股權與債項。案件多次押後，分別於同年5月30日、7月11日、8月12日、9月5日及10月31日開庭審理。
2016年5月5日，亞洲電視官方網站停止運作。
2016年5月31日，亞洲電視的非本地電視節目服務牌照有效期屆滿。亞視的非本地電視服務包含一條二十四小時播放的廣東話頻道「亞洲電視本港台」，為香港以外的觀眾提供資訊娛樂節目。通訊局指亞視違反「非本地電視牌照」條款在4月1日提前停止提供非本地電視節目服務，原先打算施加最嚴厲懲處撤銷亞視的非本地電視牌照，「不過考慮到有關的牌照將於月底屆滿，而亞視正處於清盤法律程序，向亞視施加懲處亦不能達到實際規管目的，而且要進行公開聆訊，並不符合善用公帑的原則」，決定不向亞視施加懲處。
2016年7月29日起，協盛協豐（00707）正式持有Star Platinum Enterprises Ltd（星鉑企業）全部股權。星鉑現為亞視唯一的投資者及主要債權人之一，持有亞視超過52%股權。
2016年9月1日起，通訊局根據《電訊條例》第34(4)條撤銷亞洲電視持有的固定傳送者牌照。
2017年4月24日，香港高等法院正式批准解除德勤的亞視臨時清盤人職務，亞視資產交由星鉑企業接管。星鉑企業屬於上市公司協盛協豐控股旗下公司。

### 转型为网络电视
2017年10月，媒體傳出亞視將以OTT平台形式繼續廣播。其中亞洲電視新媒體有限公司更由資深媒體人，英皇娛樂前行政總裁吳雨擔任行政總裁一職。亞視重組進入最後階段，而亞視官方網頁更有Coming Soon字樣。
随着清盘案结束，亞洲電視數碼媒體於12月18日舉行發佈會，推出流動應用程式試播，於2018年1月29日，透過是OTT平台廣播節目。

## 總部歷史
亞洲電視總部現址新界大埔工業邨大盛街25-37號，該大樓原為電子廠，及後曾改建為東方報業集團的舊總部，於2006年以2億港元向東方報業集團購入，經裝修後於2007年7月22日進駐上址。較以前位於廣播道81號的亞洲電視大廈面積大4倍，可製作更大型的錄影節目及提供足夠的地方裝設數碼廣播，其中一間錄影廠更是全亞洲商營電視台中最大（8號錄影廠），取代電視廣播城「1號錄影廠」的地位。但新大樓外觀與以前亞洲電視所公布 “新廣播大樓外觀預覽圖”（页面存档备份，存于） 不同。位於西貢蠔涌的錄影廠的部門亦已遷入，但現廠房並無任何製作電視劇集用的室外廠景。
亞視在搬進現址前，曾發生一段插曲。事緣2004年，無綫電視搬進將軍澳的電視廣播城後，亞視曾經計劃在電視廣播城附近購入地皮，作為興建電視城之用，唯政府並未肯再次像將地皮以超低價賣給無綫電視般、以平價出售地皮予亞視；加上當時亞視在本港及華南地區的市場佔有率已經開始明顯萎縮，因而改為買入舊工廠大廈。亞視最後決定和因“《我和殭屍有個約會II》事件”而在2000年結怨的東方報業集團買入其舊廠房，打算改建內部間格以適應電視製作及廣播之用，既可改善雙方關係，又可節省設計建造新建築的時間及成本。
可惜，由於亞視長年嚴重虧損，亞視又嚴重低估數碼化成本，搬遷及數碼化須十億港元資金，加上之前向中國農業銀行鉅額貸款，不久後連發薪亦出現問題，因而又連續兩個月向東亞銀行借錢週轉，最後更因週轉不靈、必須減省開支而解散藝員部，當時的八卦雜誌快周刊更指亞視因無力向錄影帶供應商索尼香港清還欠款，對方不肯再供貨給亞視，被迫翻用亞視片庫內的舊錄影帶，但仍無法解決資金不足支持裝修、搬遷及數碼化新總部的問題。而政府又因擔心「紅色資本」及中華人民共和國國務院直屬的中信國安信息產業公司控制本地傳媒，一直拖延審批加入新股東一事；加上新投資者又希望中信國安可以入股亞視後才一起入股亞視，但亞視廣播道舊址又已賣給長江實業，亞視又不得不搬遷，令亞視陷入開台以來最嚴重的危機。幸好拖延大半年後，政府和立法會終於批准中信國安入股亞視，令亞視得以渡過難關。

亞洲電視大廈舊址已經被長江實業及和記黃埔組成之財團以近7億港元買下，重建成低密度豪宅「尚御」。

麗的呼聲大廈遷往灣仔告士打道
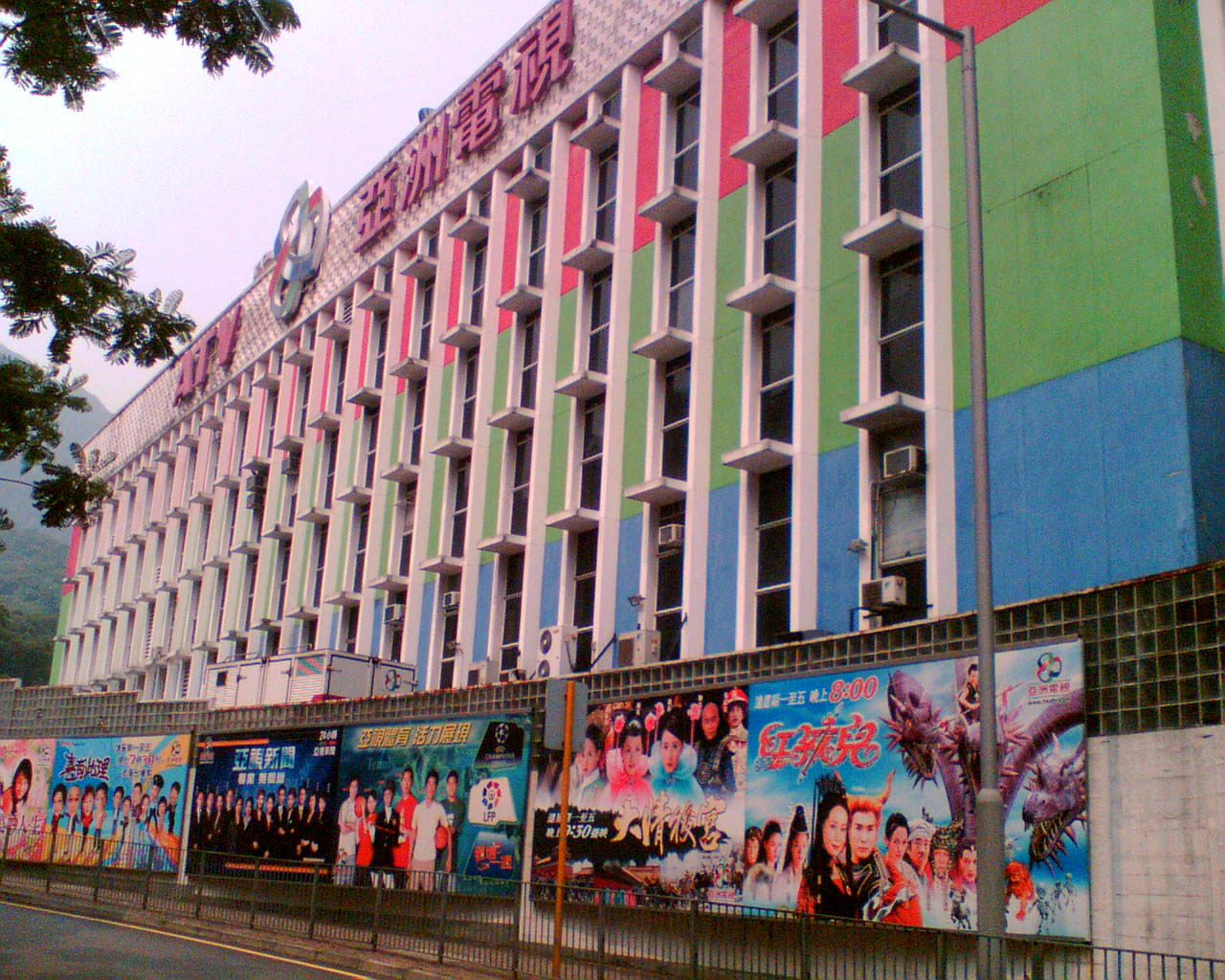
亞洲電視大廈位於廣播道81號
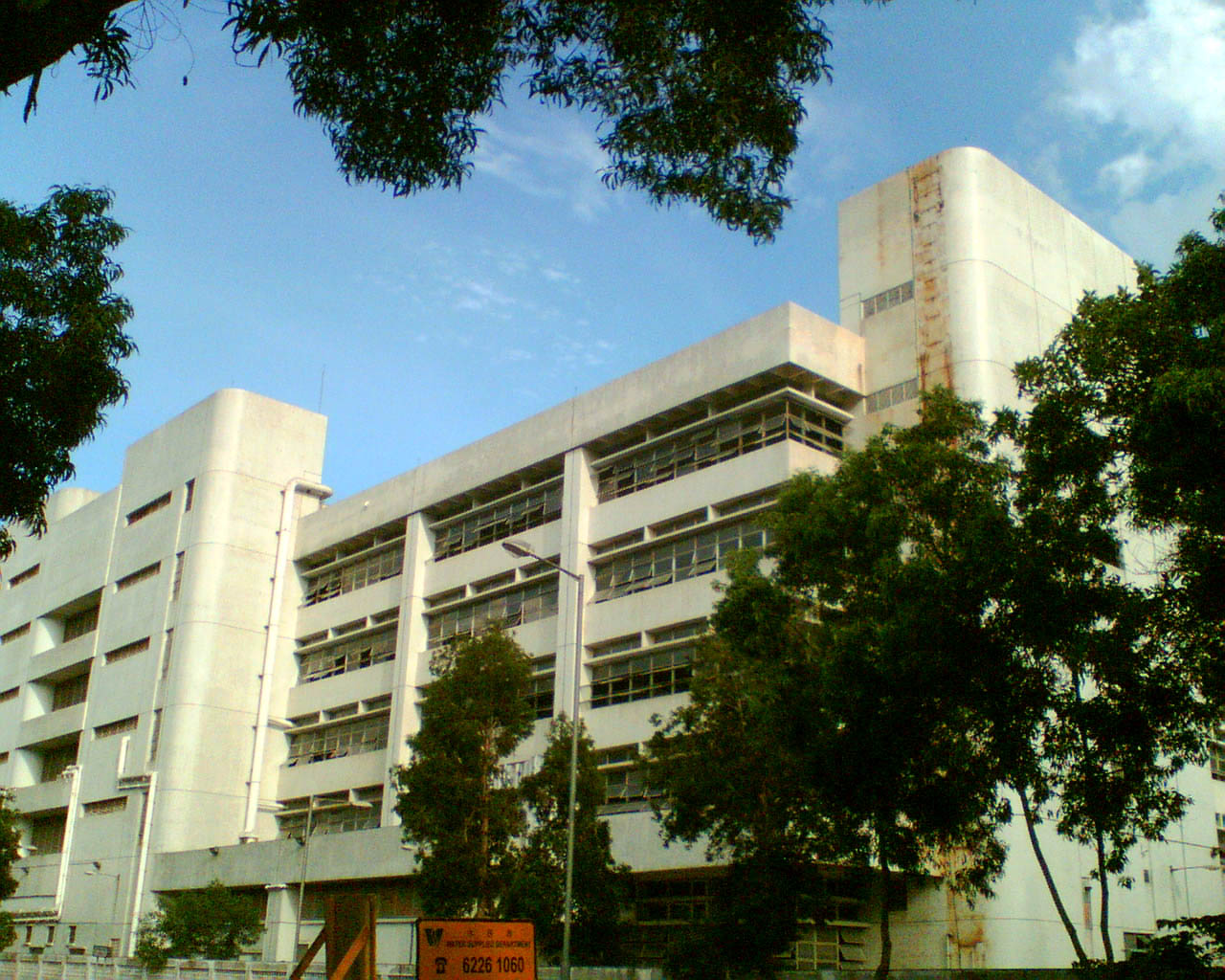
攝於2006.07.03 亞洲電視位於大埔新總部
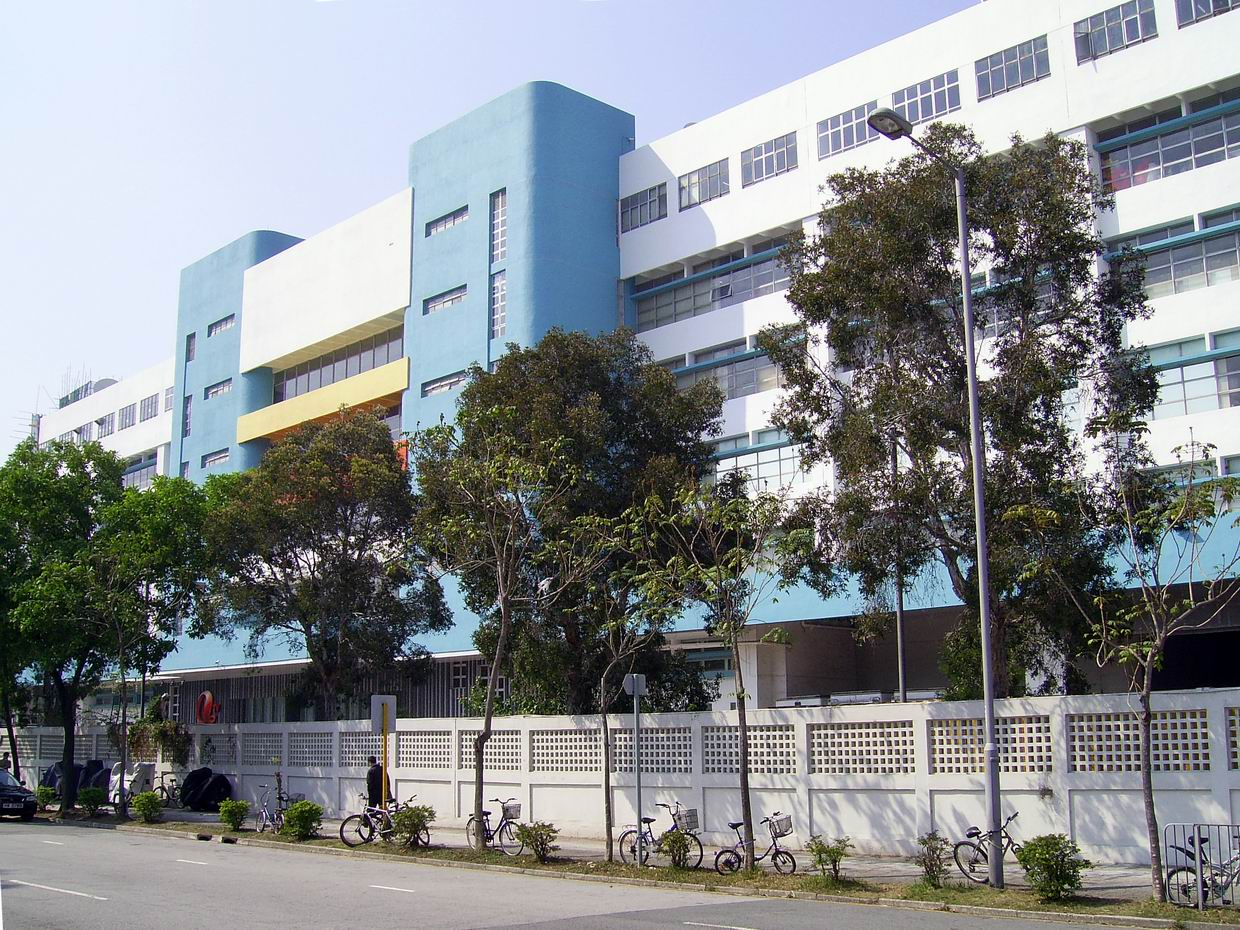
攝於2008.03.05 亞洲電視位於大埔新總部（1）
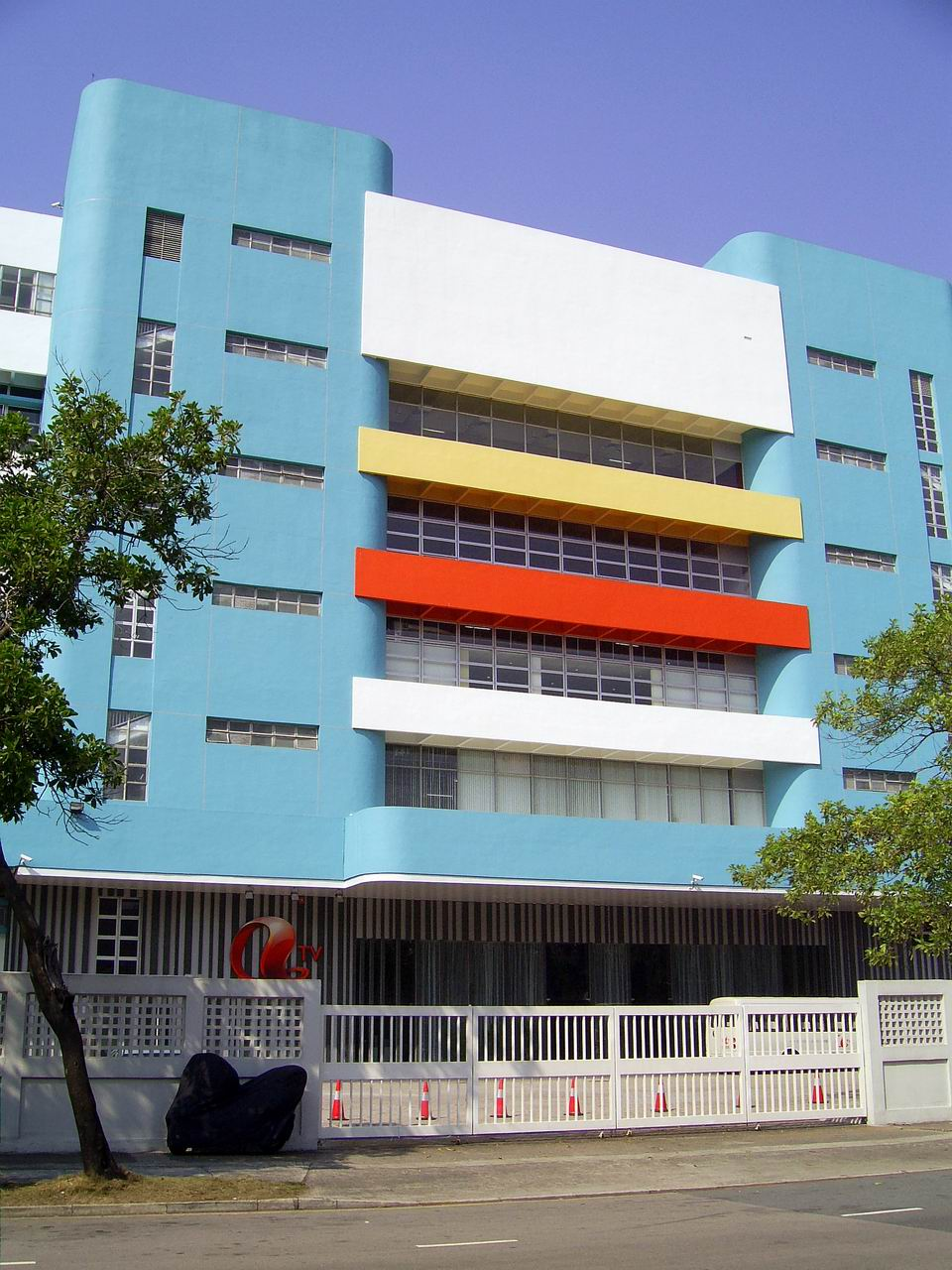
攝於2008.03.05 亞洲電視位於大埔新總部（2）
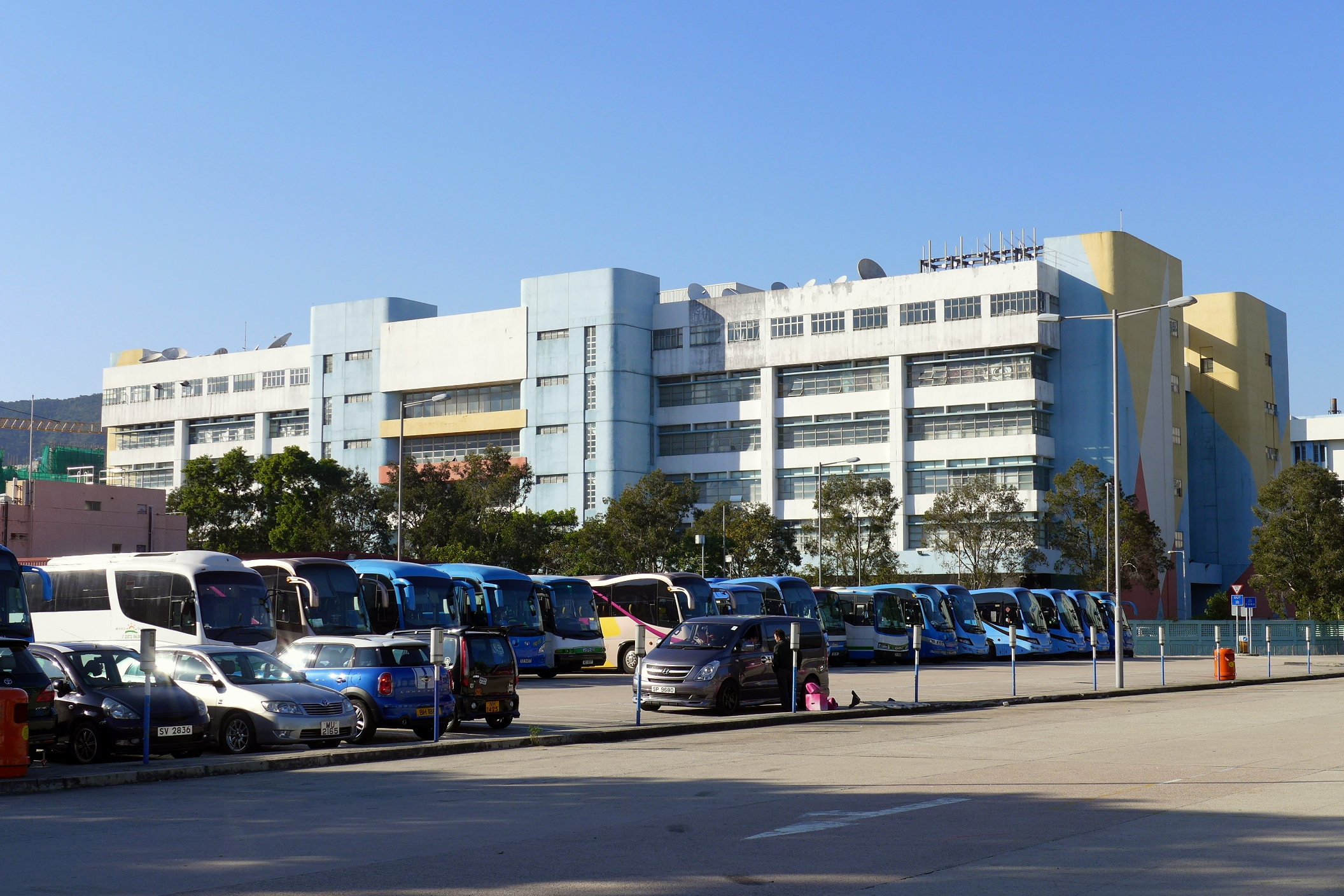
攝於2016.02.08 亞洲電視位於大埔新總部（3）
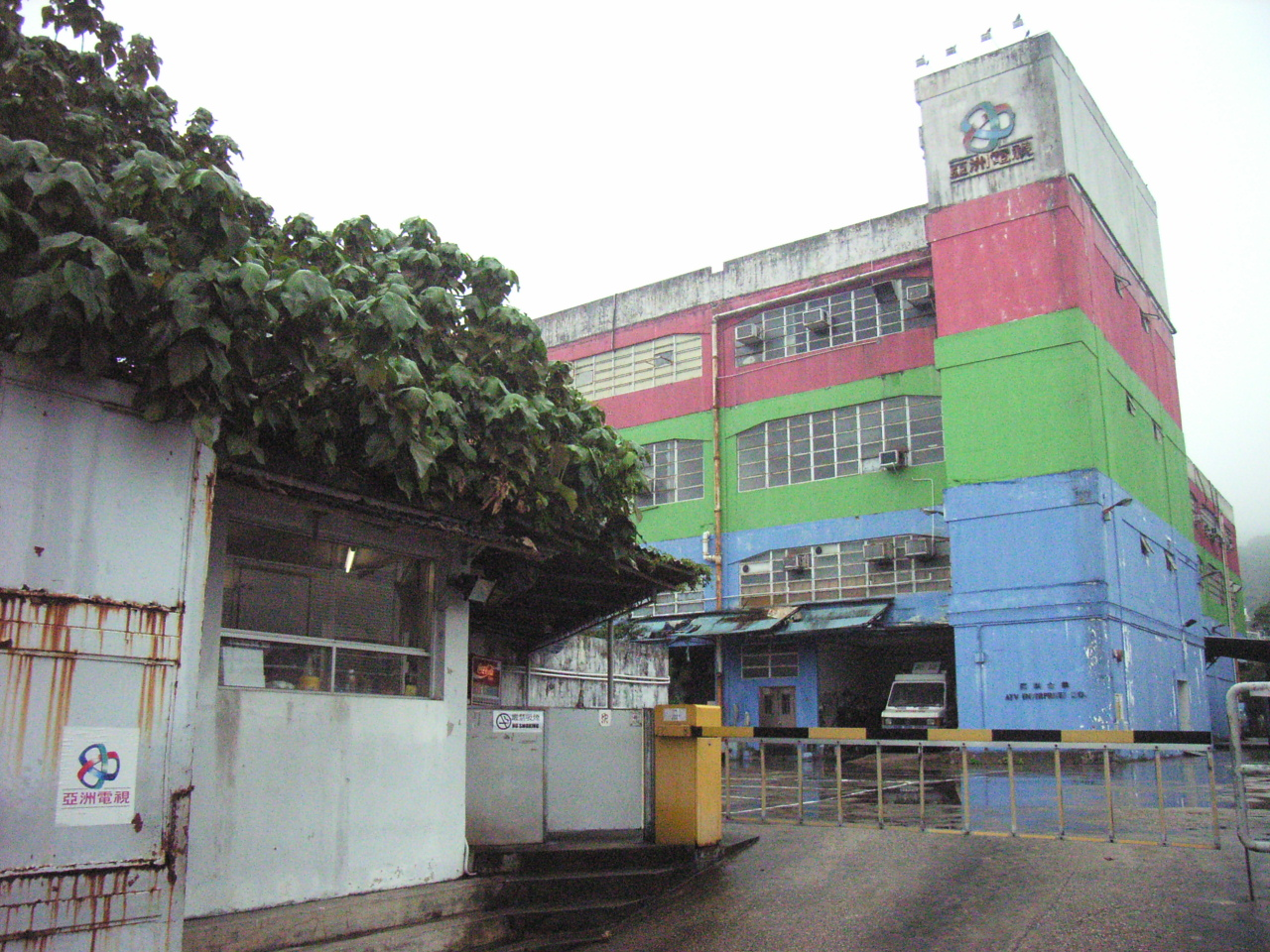
西貢蠔涌前錄影廠

### 數碼地面電視廣播

#### 選定數位廣播制式的轉折
在討論廣播制式之初，兩間免費電視已經表示，希望等待大陸公佈自行研發國家標準，才決定使用甚麼制式，但大陸方面一直懸而未決。及至2004年7月，兩台表明如果06年底前，內地仍未公布有關制式，就會選用早已測試成功的歐洲DVB-T制式。2006年8月24日，無綫表示因為時間緊迫，難以無了期等待國家制式，故考慮採用歐洲制式，但亞視則強調，它的50%市場來自內地，因此不希望使用歐制。
2006年8月30日，大陸宣佈自行研發的DMB-T/H制式（今DTMB制式）終於獲批。雖然傳媒指無綫傾向使用發展成熟的DVB-T，但經過亞視協調後，2006年10月19日，無綫表示已達成共識，選用內地制式。2006年8月，兩台隨即派員往上海作實驗室測試，並邀請中方到港實地試驗，12月中通過測試，06年底向政府提交報告，政府於07年6月4日接納DMB-T/H為香港的廣播制式。

#### 數碼廣播啟播

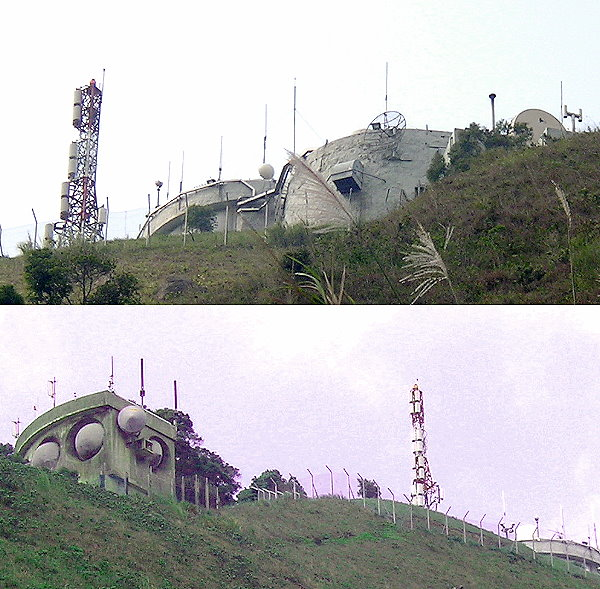
慈雲山原有的電視發射站，已配備多頻網數碼同步廣播的設備

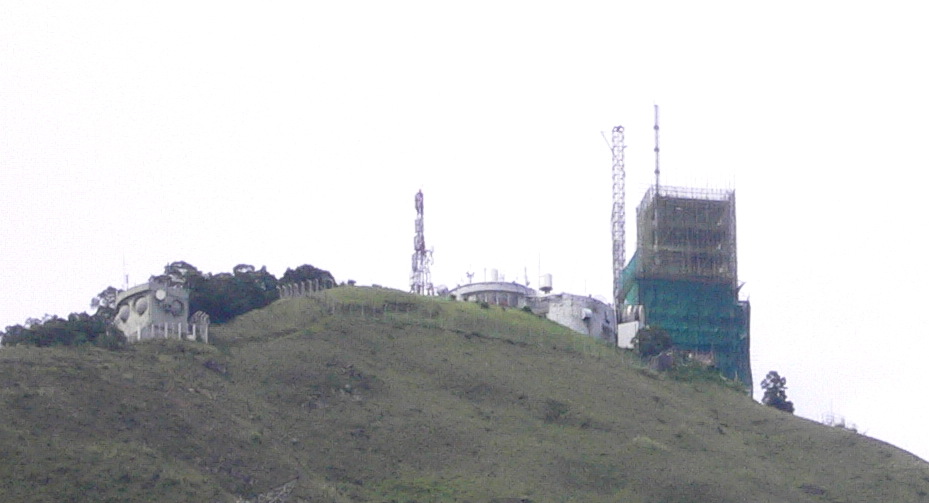
亞視、無綫共用的單頻網-數碼廣播發射塔（圖右，興建中）

在2007年尾，因為電視廣播，亞視投資總共超過4億港元製作由二個增加至六個的免費頻道，除了現有本港台和國際台外，將會新增4條標清頻道，以及一條高清頻道：新聞財經頻道（aTV News & Business Channel）、動感資訊頻道（His TV）、魅力資訊頻道（Her TV）、文化資訊頻道（Plus TV），以及一條每日播放2小時的高清節目的頻道──aTV 高清頻道（aTV HD）。此外，頻道亦會在黃金時間每星期播放不少於14小時的高清晰度電視節目，有關計劃已獲得廣播事務管理局在2005年12月17日通過。（參見頻道）
同時，為配合數碼頻道的啟播，亞視與多個機構達成合作協議，包括:
- 中國中央電視台與亞洲電視於北京正式簽署合作協議，中央電視台中文國際頻道，即CCTV-4台，根據亞洲電視網頁節目時間表，該頻道將在頻道17播放。[185]
- 香港電台將與亞洲電視攜手合作，於亞洲電視新推出的「文化資訊頻道」將有部分時間播出由香港電台製作的一系列多元文化藝術節目。[186]
- 亞洲電視與上海文廣新聞傳媒集團簽訂合作協定。亞洲電視24小時新聞財經頻道，將會轉播上海電視台新聞綜合頻道每天晚上六時半的《新闻报道》節目。[187]
- 亞洲電視在山東濟南與山東廣播電視總台簽署合作框架協議。簽署兩台多方位合作框架協議，雙方未來將就節目製作等多個領域開展合作，當中包括共同製作奧運大型綜藝節目。 亞洲電視數碼頻道將會播放山東電視台三個專題節目，包括：《天下父母》、《美麗山東》、《新杏壇之孔子九講》。[188]
- 亞洲電視與著名國際模特兒公司 Icon Models 攜手合作，嚴選十位亞洲一級模特兒為亞洲電視的 Image Girls，她們將以最瑰麗性感的造型成為亞洲電視及數碼頻道之魅力資訊頻道（Her TV）的代言人（Digit Icon），她們的職責將會是出席亞洲電視的大型活動及協助推廣亞洲電視各類節目。一級名模擔任 Image Girl 推廣電視頻道，是香港電視史上的一大突破。[189]

### 數碼頻道重組
2009年4月1日，亞洲電視重組了旗下的數碼頻道，重組後分別為本港台、亞洲高清台、中天亞洲台、中國中央電視中文國際頻道及國際台。同時亞洲電視表示將會在2009年7月再開設一條以本地製作的節目為主的標清數碼電視頻道。

亞洲台的台徽

### 高清台更名
2011年5月2日，亞洲電視將亞洲高清台更名為亞洲台。

## 曾計劃頻道
亞視曾於不同時間計劃重組其數碼頻道，唯部分至牌照屆滿前未有實行。以下為曾公布的計劃。

### ATV 2 財經
ATV 2 財經（英語：ATV Business）為香港亞洲電視一條曾計劃但未有實行的粵語、英語及國語廣播的財經頻道。ATV 2 財經頻道將粵語，英語，普通話三語頻道，每天粵語節目比例將超過60%，大部分節目會由亞視新聞部負責。
2016年2月5日，隨著亞視股東王征以主要債權人身份入稟向香港高等法院遞交亞視清盤申請，新聞部及亞視二台人手嚴重不足，2月15日播映最後一集《十分財經資訊》，象徵員工正式停工。隨著亞視免費電視牌照屆滿，有關計劃無疾而終。

#### 歷年頻道名稱
| 亞視二台 財經 ATV 2 Business | 已獲通訊局批准，但隨著配合亞視免費電視牌照屆滿，該頻道擱置啟播。 |

#### 亞視二台員工
| 亞視二台主播              | 亞視二台主播    | 亞視二台主播  | 亞視二台主播    | 亞視二台主播          |
| ------------------------- | --------------- | ------------- | --------------- | --------------------- |
| 王君擎 （亞視二台負責人） | 陳奕璉 （記者） | 朱博 （記者） | 吳侃駿 （記者） | 孫懿琳 （記者／編輯） |
| 龍凌子 （記者）           |                 |               |                 |                       |
| 亞視二台記者              |                 |               |                 |                       |
| 孫懿琳                    | 吳侃駿          | 朱博          | 龍凌子          | 陳奕璉                |
| 亞視二台編輯              |                 |               |                 |                       |
| 張彥玲                    | 何非亞          | 孫懿琳        |                 |                       |
| 亞視二台編導              |                 |               |                 |                       |
| 宇四強                    |                 |               |                 |                       |
| 亞視二台助理編導          |                 |               |                 |                       |
| 李倩                      |                 |               |                 |                       |

#### 節目

##### 粵語廣播
- 《理財博客之即市錦囊》
- 《理財博客之投資多面睇》
- 《今日亞洲》
- 《投資先機》

##### 國語廣播
- 《女人資本論》
- 《君擎財經》
- 《十分財經資訊》
- 《樓市焦點》
- 《財經飯局》

##### 英語廣播
- 《財經資訊》

### ATV 4 中文
ATV 4 中文（英語：ATV Chinese）為香港亞洲電視一條曾計劃但未有實行的國語廣播中文頻道。籌備中的中文頻道是普通話頻道，希望為觀眾帶來更多元素而實用的資訊，並會播映普通話新聞、財經、天氣等節目。
於2015年11月14日至2016年2月20日ATV4製作了男女情感節目 - 《男女情式》於亞視亞洲台及國際台播出。
2016年2月5日，隨著亞視股東王征以主要債權人身份入稟向香港高等法院遞交亞視清盤申請，亞視人手嚴重不足，象徵員工正式停工。
隨著亞視免費電視牌照屆滿，有關計劃無疾而終。

#### 歷年頻道名稱
| 亞視四台 中文 ATV 4 Chinese | 已獲通訊局批准，但隨著配合亞視免費電視牌照屆滿，該頻道擱置啟播。 |

#### 亞視四台員工
| 亞視四台 - 高級編輯、頻道副總監 | 亞視四台 - 高級編輯、頻道副總監 |
| ------------------------------- | ------------------------------- |
| 吳瑞貞                          | 王炳祺                          |

為 ATV 4唯一製作之節目《男女情式》之製作人

#### 節目
- 《百位高僧訪談錄》
- 《男女情式》
- 《明星對對碰》

## 政治立場
亞洲電視早年的政治立場傾向中立，其新聞部更獲得甚高評價，曾獲得多個新聞獎項。1989年“六四事件”，亞洲電視在北京的採訪隊如實報導當時的情況，亞視在廣場公廁上留守至最後一刻，打動全港市民。
近年，亞視政治立場曾引起一些負面報導。亞洲電視新聞部在1994年購得一套由西班牙電視台拍攝以“六四事件”為題的影片，有人指影片從未公開，並認為內有不少震撼性片段，本來亞視新聞正準備以特輯形式向全香港播放這套影片，但被亞視的高層職員下令禁止該影片播出，導致新聞部的六位前線記者反對和向高層作出抗議，他們分別是潘褔炎、呂雲生、盧永雄、劉國華、徐佩瑩及李玉蓮，引起香港各界的關注。亞視最終於1994年6月4日晚上八時在《時事追擊》中以“歷史的空白”為節目主題播放該影片，但有人指出播出的影片曾被刪剪，而非原裝版本，最後引來上述的六位記者不滿而集體辭職，這是當年的「六君子事件」。
香港主權移交後，亞視多次易主，本港台的目標市場轉移至珠三角地區，有人認為當時亞視大股東劉長樂與陳永棋欲吸引中資企業入股而令亞視近年政治立場轉向亲中国共产党。。亞視在報道新聞時也被一些人認為有自我審查。時任亞視行政總裁陳永棋曾在訪問中回應「七一遊行亞視新聞沒編排作為頭條新聞」問題時表示，他只要求新聞部報道事實不能有立場，但可是有關國家領導人的新聞，就不可以不報導。另外，亞視新聞節目曾在台灣高官職銜前加上引號或稱呼中華民國總統為「台灣領導人」，而早期亞視新聞並沒有這麼做，但在2008年1月27日及2月14日六點鐘新聞及國民黨黨員馬英九當選總統後，「總統選舉」、「總統陳水扁」等字眼已再次出現在報道中，現時亞視已經直接稱台灣元首為總統。 
2007年10月12日，行政長官曾蔭權在電台節目發表「極端民主會帶來文革式的局面，破壞政府管治」言論，亞視在傍晚六點鐘新聞以頭條報道，主播在導言提及學者批評曾蔭權對文革歷史認識不深；其中一段報道由學者蔡子強評論，但到了夜間新聞時，已沒有播出蔡子強的評論及文革歷史。據後來報章有關報道，特首辦對傳媒處理曾蔭權的報道相當緊張，更直接致電亞視新聞部批評其報道手法「偏頗」，亞視高級副總裁關偉否認新聞部接過有關電話及受到干預，「但特首辦有冇搵過個別同事就要再了解。(但是特首辦有沒有找個別同事，就要再了解)」。有人認為該事件影響新聞自由，香港記者協會當時更準備提出不滿。
近年，亞視先後開設評論節目「亞視評論」及「你有理講」。在2000年1月18日，亞洲電視開設評論節目「亞視評論」，以「亞洲電視所獨創，對城中的時事話題，提供不一樣的看法與思路。」作宣傳口號。一些人認為這個節目傾向親政府立場，甚至有人認為節目內容就像中国共产党官方宣傳一樣，這節目最終結束。 2004年4月20日，亞視製作新的評論節目「你有理講」，邀請社會上不同人士擔任嘉賓主持發表言論。可是，這個節目被指嘉賓主持的人數當中，親建制派人士較香港民主派人士多。隨着台灣商人蔡衍明入股，亞視於2009年2月中取消「你有理講」節目。
但可惜亞視自我審查的態度未有明顯趨弱，如2009年4月23日香港足球名宿林尚義病逝，亞視在當日的六點鐘新聞及夜間新聞節目報道其死訊時，均以林在1958年代表「中華台北」出戰亞運奪得金牌，但實際上當時林代表的是中華民國（中華民國在當時仍然作為「中國」代表參賽），而中華台北奧委會是在1980年代以後才有的產物，無綫電視新聞及有線電視新聞在報道中亦直說中華民國，故此被不少網民及傳媒指責亞視的做法是政治避諱及自我審查。